# 印度-斯基泰王國
印度-斯基泰人（Indo-Scythians），或也稱為印度-塞迦人（Indo-Sakas）或印度-塞種人，是伊朗人中的塞迦人和斯基泰人，以游牧為生，他們在公元前2世紀中葉到公元4世紀之間，向南遷移到南亞的西部和北部（包括粟特、巴克特里亞、阿拉霍西亞、健馱邏、信德、克什米爾、旁遮普、哈里亞納邦、北方邦、比哈爾邦、拉賈斯坦邦、古吉拉特邦、和馬哈拉施特拉邦）。
公元前1世紀的毛伊斯是首位南亞的塞迦國王，他在健馱邏和印度河谷建立塞迦勢力。印度-斯基泰人在印度西北部擴展霸權，征服印度-希臘王國和其他地方性小王國。他們後來顯然被貴霜帝國的丘就卻（或是迦膩色伽一世）所征服。然而塞迦人仍繼續擔任貴霜帝國的總督，世襲統治當地，包含有北薩特拉普王朝和西薩特拉普王朝。在公元2世紀，百乘王朝的君王薩達瓦哈那擊敗印度-斯基泰人之後，塞迦統治者的權力開始衰落。西薩特拉普王朝的末代統治者魯德拉西瑪三世被笈多王朝君王旃陀羅·笈多二世擊敗後，印度-斯基泰人在印度次大陸西北部的統治即告終止。
來自中亞的斯基泰人部落侵入印度次大陸北部地區，對印度及附近國家的歷史中有重大的影響。實際上，這些部族引起的戰爭只是中亞游牧民族在公元前2世紀與匈奴等部落衝突後，逃離過程中所引發事件中的一章，對巴克特里亞、喀布爾、印度次大陸、以及遙遠西方的羅馬，以及西方不遠的帕提亞（日後的安息帝國）均產生長遠的影響。
包括阿里安和克勞狄烏斯·托勒密在內的古羅馬歷史學家們曾提到古代塞迦是游牧民族。然而學者伊塔洛·隆卡（Italo Ronca）在對托勒密著作的第六章進行詳細研究後指出：“塞迦人屬於游牧民族，他們沒有城鎮，只居住在森林和洞穴中”的說法不一定符合事實。

## 起源

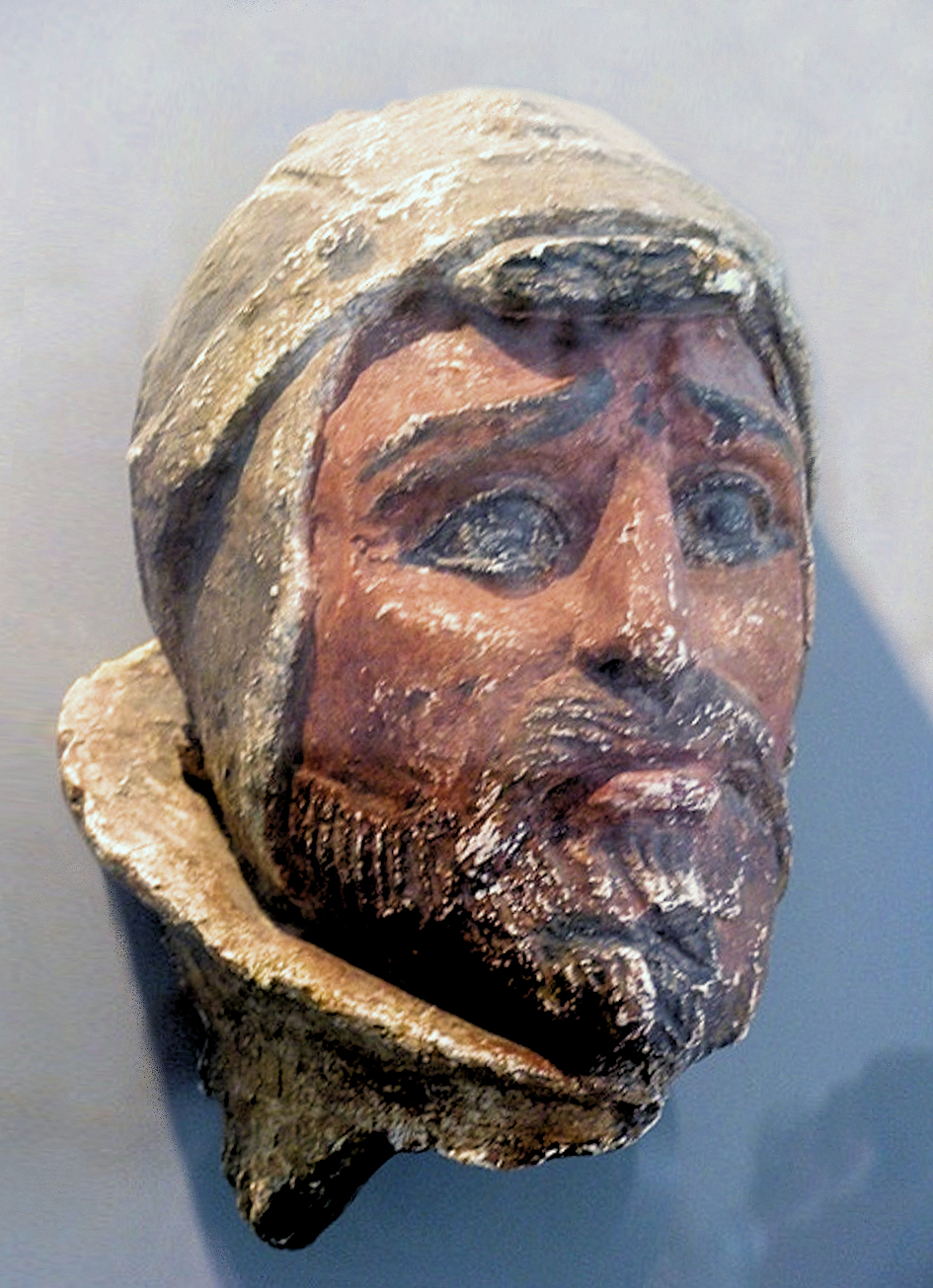
曾為月氏人擊敗的塞迦戰士頭部塑像。由卡爾查延考古遺址發掘而得，地點在巴克特里亞北部（公元一世紀）。

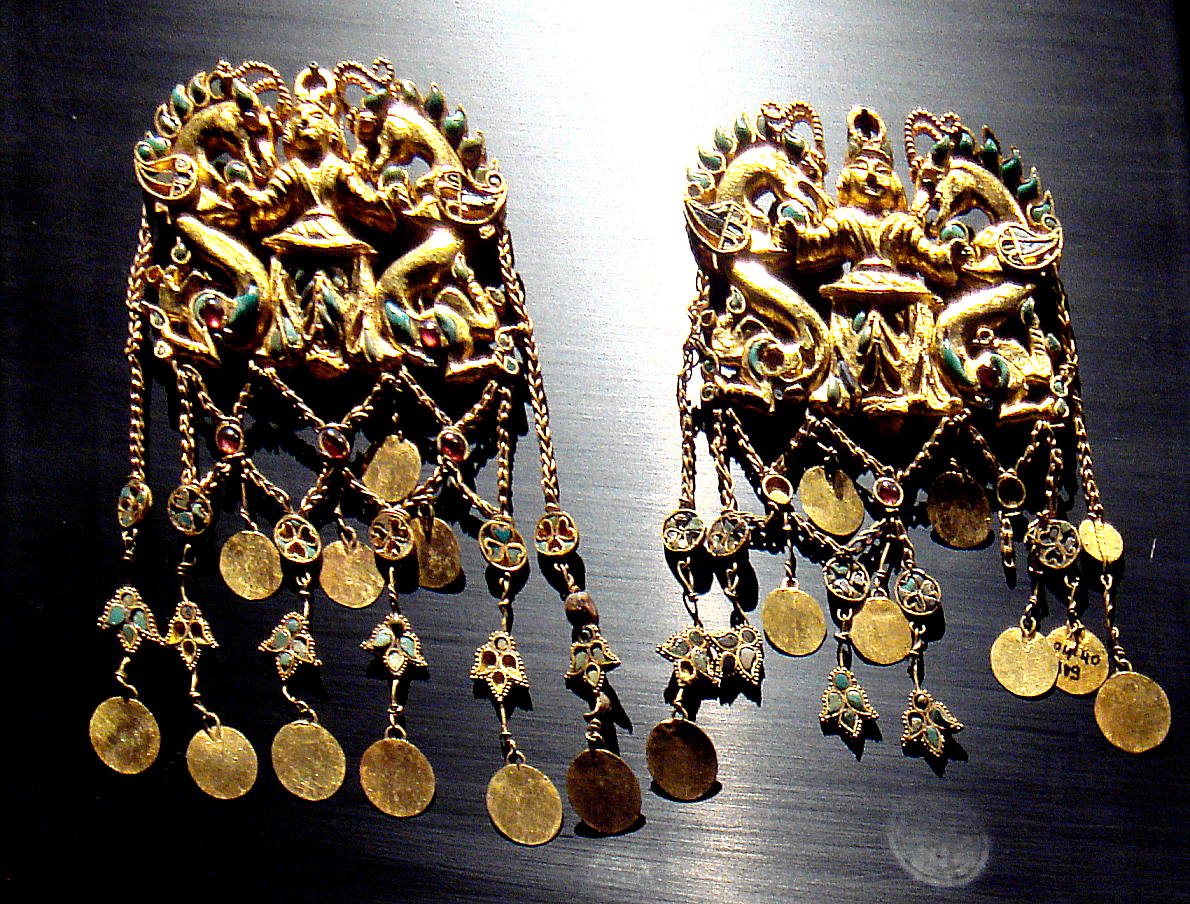
在蒂拉丘地發掘而得的皇族陵墓寶藏，推測為居住在巴克特里亞的塞迦人器物（公元前一世紀）。

印度-斯基泰人的祖先被認為是源自塞迦（斯基泰人）部落。
 “在新疆舞台上較早出現的一組印歐語系人是塞迦人（中文稱為Sai（塞））。塞迦不僅是特定國家或民族的名稱，更是一個通用稱呼；塞迦部落是早期游牧民族文化中逐漸演化的一部分，地域包括西伯利亞，和從新疆到黑海中部的歐亞大陸草原。就像希羅多德在其作品《歷史》第4卷中所描述的斯基泰人一樣（Saka是伊朗語的說法，等同於希臘語的Scythes，許多學者一提到就用綜合的Saka-Scythian來表達），塞迦人是操波斯語的騎馬游牧民族，他們在戰爭中運用馬戰車、宰殺馬匹做犧牲、並將死者埋葬在墳地或是稱為可根的大型土墩陵墓中。”
印度西部的塞迦人使用塞迦語（因為首度在塔里木盆地得到證實，也稱為于闐語）。

### 阿契美尼德時期（公元前6到4世紀）
發生在公元前515年左右的阿契美尼德王朝征服印度河流域過程中，阿契美尼德軍隊並非單獨由波斯人組成，可能有塞迦人參與。阿契美尼德軍隊由遼闊帝國中不同的民族，包括巴克特里亞人、塞迦人、帕提亞人、粟特人等共同組成。希羅多德曾把不同種族的軍隊組成列出，其中包括塞迦人和愛奧尼亞人（來自希臘），甚至有伊索比亞人。這些種族的人很可能都加入阿契美尼德軍隊，一起入侵印度。
包括麥克·魏策爾和白桂思在內的某些學者認為釋迦族，即史上釋迦牟尼的族人，是源自中亞的斯基泰人，而印度稱為Śākya的民族称呼與“Scythian”起源相同，指的就是塞迦人。這也為在印度的塞迦人強力支持佛教信仰的原因提出解釋。
波斯人、薩卡人、和希臘人後來可能加入旃陀羅笈多的征戰，在公元前320年左右奪下摩揭陀王位。在公元四至八世紀寫就的梵語戲劇作品《曼陀羅克夏沙》說，在亞歷山大大帝死後，旃陀羅笈多動用「塞迦人-臾那人-劍浮沙人-波斯人-巴克特里亞人」的聯盟軍隊，奪得摩揭陀寶座，而建立孔雀王朝。

### 月氏擴張（公元前第2世紀）
在公元前2世紀，中亞游牧部落之中開始新的遷徙。此事件在漢朝和其他中國史書中都有記載，這種龐大的部落遷徙始於月氏部落被匈奴擊敗，向西逃亡，並在西向移居過程中，引發其他中亞部落也被迫遷移的多米諾骨牌效應。

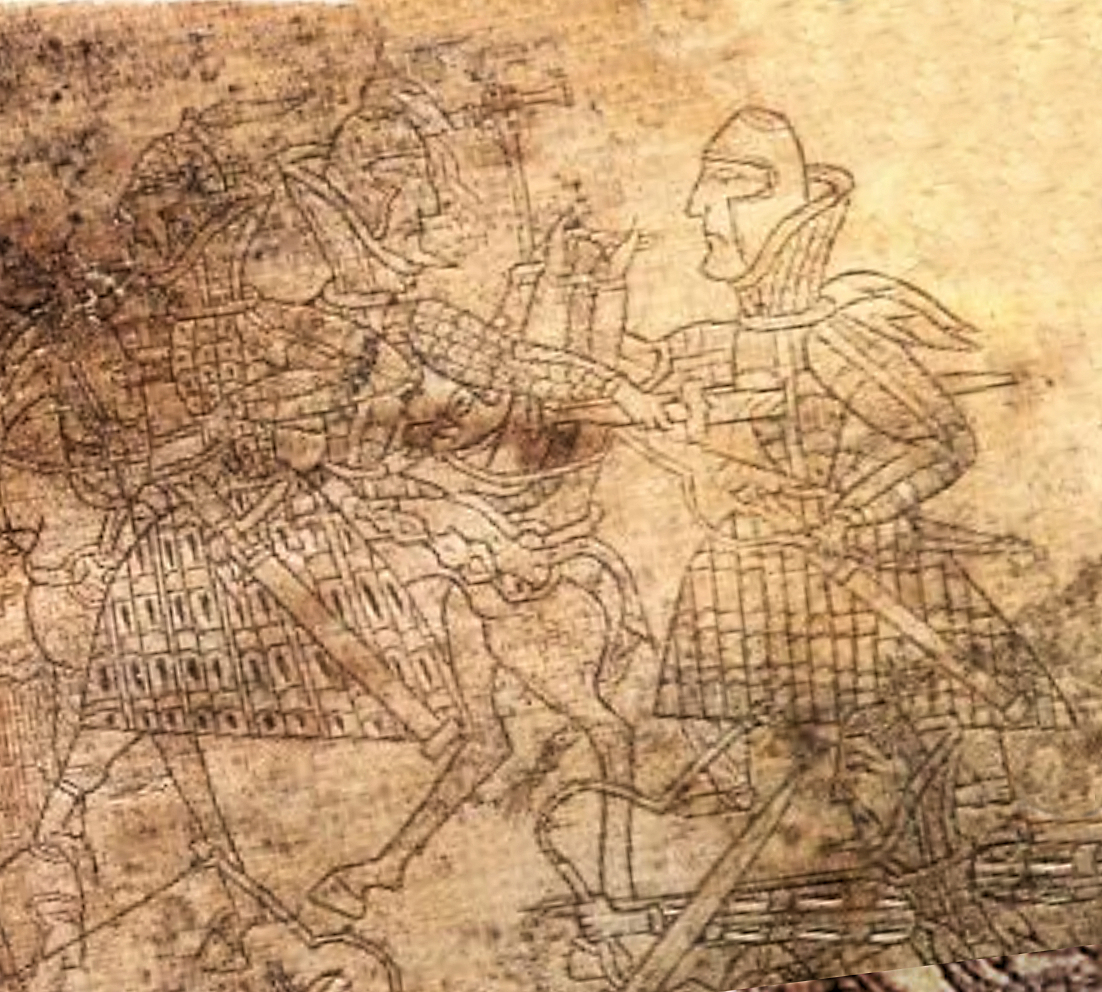
歐拉特骨板塊上戰士圖，似為當期的斯基泰戰士。

根據這些古老的資料，來自蒙古的匈奴冒頓單于襲擊月氏（月氏人可能與居住在塔里木盆地東部的吐火羅人有關），並在公元前175年左右將其從位於祁連山和敦煌之間的家園驅離。大多數月氏人向西遷移到伊犁河地區，少數人留下。他們讓居住在伊犁河地區的塞迦人流離失所，塞迦人被迫向南遷移到費爾干納和粟特。根據中國歷史編年史資料（塞迦人被稱為“ Sai”塞人）：“月氏襲擊塞族國王，後者向南遷徙甚遠，他們原有的土地為月氏人佔領。”
約在公元前155年之後，月氏再次被烏孫和匈奴聯盟所擊敗，被迫再向南移動，而又再次驅散斯基泰人，後者向南遷移至巴克特里亞和今日的阿富汗，並向西南方向的帕提亞接近。公元前145年左右，塞迦人似乎已進入希臘-巴克特里亞王國的領土，他們在那裡把希臘城市埃康農焚為為平地。（請參閱希臘-巴克特里亞王國#滅亡）月氏留在阿姆河北岸的粟特，但正如中國漢朝使者張騫在公元前126年訪問該地區時所描述，他們成為巴克特里亞地區塞迦人的宗主國。
在公元前138到124年間的帕提亞，一個被古希臘學者稱為Sacaraucae的部落（可能是古波斯語Sakaravaka“游牧的塞迦人”之義）以及稱為馬薩革泰人的盟友（可能非塞迦人），他們與帕提亞帝國（即安息帝國）發生衝突。Sacaraucae-馬薩革泰聯盟贏得數場戰鬥，並相繼將帕提亞國王弗拉特斯二世和阿尔达班一世殺死。
安息帝國國王米特里達梯二世最終重新控制中亞部分地區，首先是在公元前115年擊敗在粟特的月氏，然後在約公元前100年在帕提亞和錫斯坦擊敗斯基泰人。
月氏部落於戰敗後向東遷移到巴克特里亞東部，並控制當地達幾個世紀，（請參考貴霜帝國），後來他們以當地為基地，征服印度北部，建立貴霜帝國。

## 定居錫斯坦

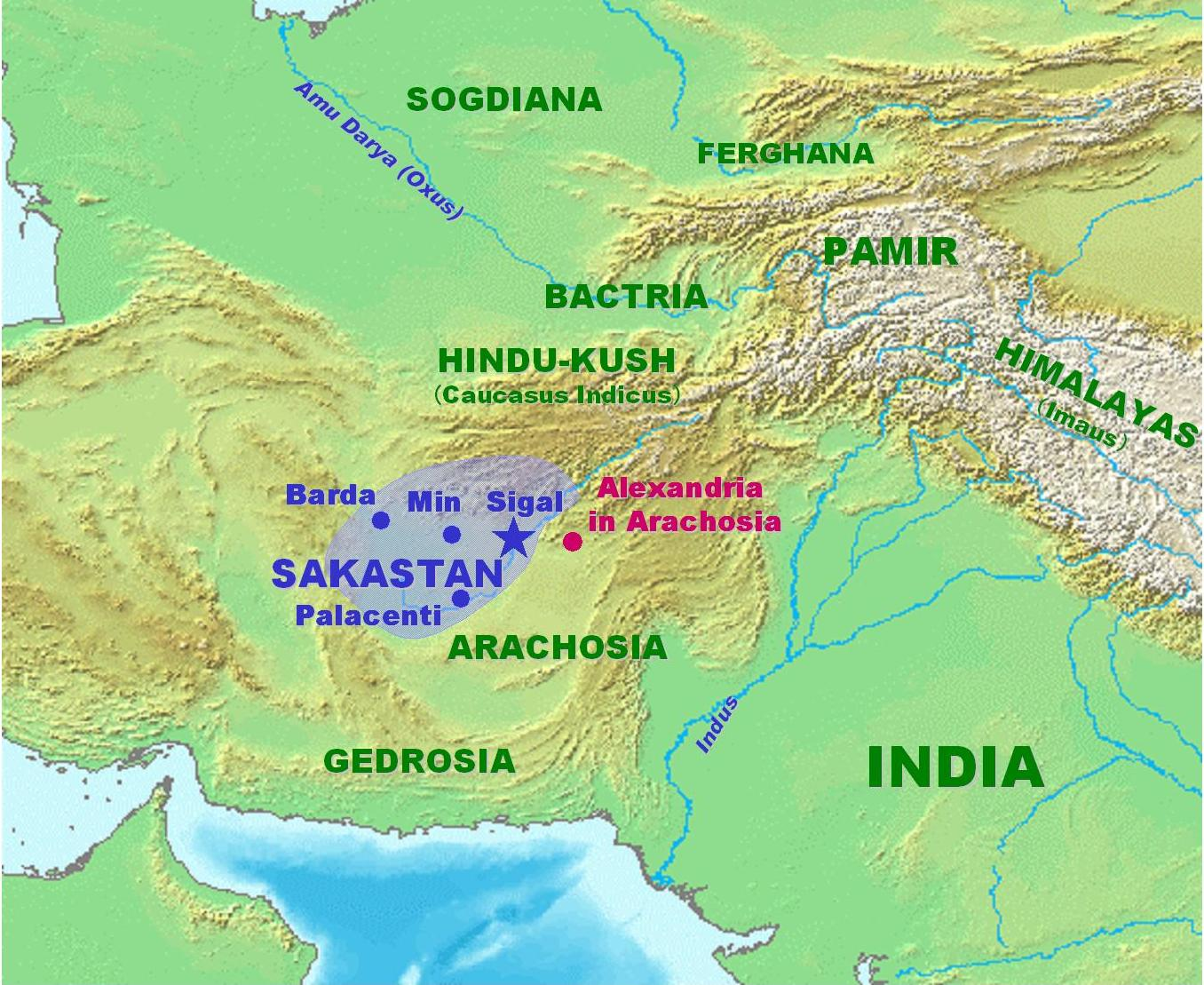
錫斯坦領域圖（約公元前100年）。

塞迦人定居在阿富汗南部、巴基斯坦西部、和伊朗南部的德蘭加納地區，之後這地區被稱為錫斯坦。他們從那裡逐漸擴展到當今的伊朗以及印度北部，在那裡建立多個王國，並以“塞迦（Sakastan）”而為人知。（請參考錫斯坦英文版#Early history）
安息帝國君王帕提亞的米特里達梯二世（在位約公元前123年到88/87年）在多次戰爭中獲勝，並為安息帝國增加許多領土。顯然在巴克特里亞的斯基泰人部落也被征服。在月氏（貴霜帝國的前身）施加軍事壓力之後，一部分印度-斯基泰人從巴克特里亞遷至海蒙德湖（或稱Hāmūn），並定居在德蘭加納（Drangiana（Sigal））或附近，這個地區後來被稱為“Skythian Sakai的Sakistana（斯基泰塞迦人的錫斯坦）”，到公元前一世紀末，此地目前仍被稱為錫斯坦。羅馬時代的希臘地理作者查拉克斯的伊西多在他的作品《安息帝國的驛站》中提到公元前1世紀塞迦人居住在錫斯坦。他解釋說，當時他們與東部的希臘城市（高加索的亞歷山卓和阿拉霍西亞的亞歷山卓）以及南部由安息帝國人控制的阿拉霍西亞領土接壤。
“再過去還有斯基泰塞迦人的錫斯坦，也被稱為Parateacena的國家，面積有63辛尼大。那裡有Barda、Min、帕拉顯提、和德蘭加納等城市。德蘭加納是塞迦（Sacae）的王室住所，附近是亞歷山卓市（阿拉霍西亞的亞歷山卓）和六個村莊。” 《安息帝國的驛站” 18》。

## 印度-斯基泰人所建王國

### 從帕米爾到塔克西拉

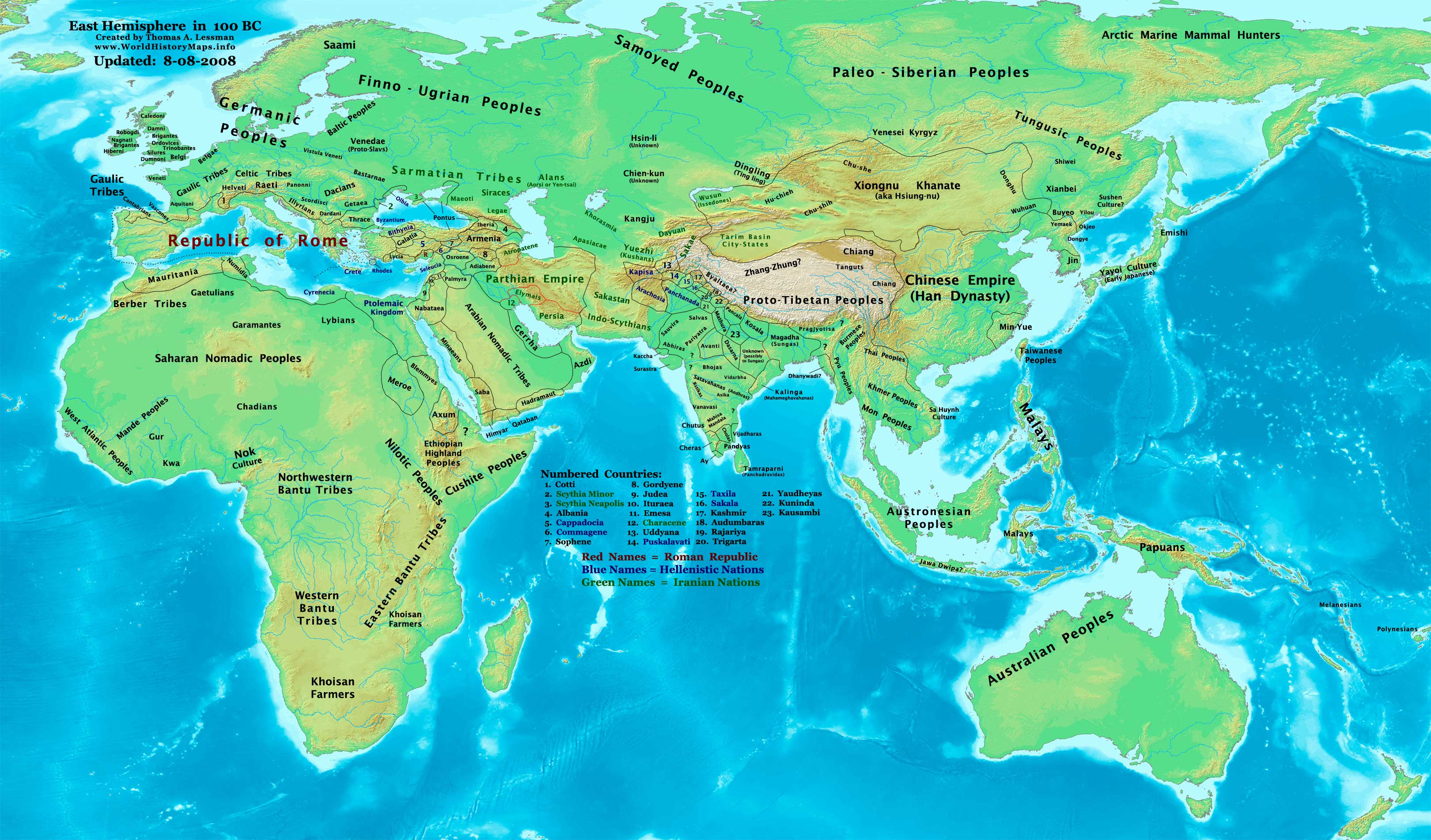
公元前一世紀亞洲圖，顯示塞迦人和其鄰國領域。

艾哈邁德·哈桑·達尼和卡爾·傑特瑪兩位教授從塞迦士兵在奇拉斯和洪扎聖石等幾個主要河流渡口留下的岩畫中，建立出首位印度-斯基泰國王毛伊斯穿越喀喇崑崙山脈的路線，從印度-希臘王國的阿波羅多德二世手中奪下塔克西拉。
在公元1世紀以希臘文撰寫的愛利脫利亞海周航記，對於斯基泰人在此領土的描述為：
"過了（格德羅西亞）地區，跨過海灣深處往東行，是斯基提亞（斯基泰人）的沿海地區，地區向北延伸。當地都是沼澤，所有河流匯流入印度河（Sinthus），印度河是流入愛利脫利亞海所有河流中最大的一條，帶來大量的河水（...）。這條河有7處河口，都非常淺，佈滿泥濘，除中部的那條之外，其他的都無法通航。中部河口岸邊有座名叫巴卡力坎的鎮集，鎮集前方有座小島，而往內陸方向有座叫明納加拉的斯基提亞城市。這座城市由幾位帕提亞王子所控制，但他們之間經常會發生鬥爭，勝者把對方驅離。  
印度-斯基泰人最終在塔克西拉附近的西北部建立一個王國，出現過兩位賢明的總督，一在位東方的馬圖拉，一個在西南的索拉什特拉（現今印度的古吉拉特邦）。在東南部，印度-斯基泰入侵鄔闍衍那地區，但隨後在公元前57年被摩臘婆維克拉瑪蒂亞國王逐退。為紀念這一事件，維克拉瑪蒂亞創立維克拉姆曆，這是一部特定的印度曆法，以公元前57年為元年。一個多世紀後（公元78年）塞迦人再次入侵鄔闍衍那，建立塞迦紀年（以公元78年為元年）時代，歷史長遠的塞迦西薩特拉普王朝從此元年開始。

### 健馱邏國和旁遮普邦

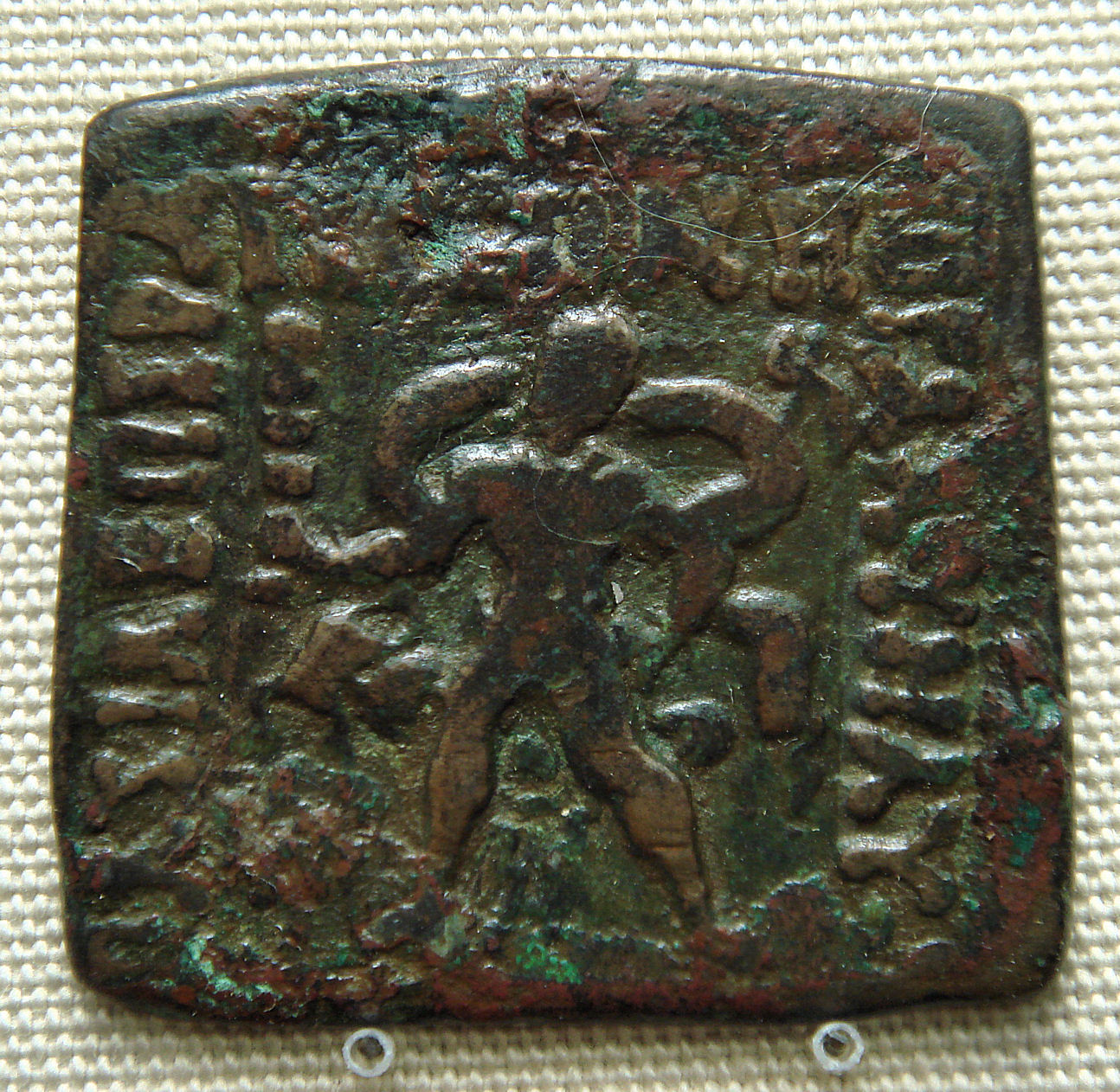
毛伊斯統治時所鑄錢幣，上有印度教神祇大力羅摩之像（公元前一世紀）。大英博物館。

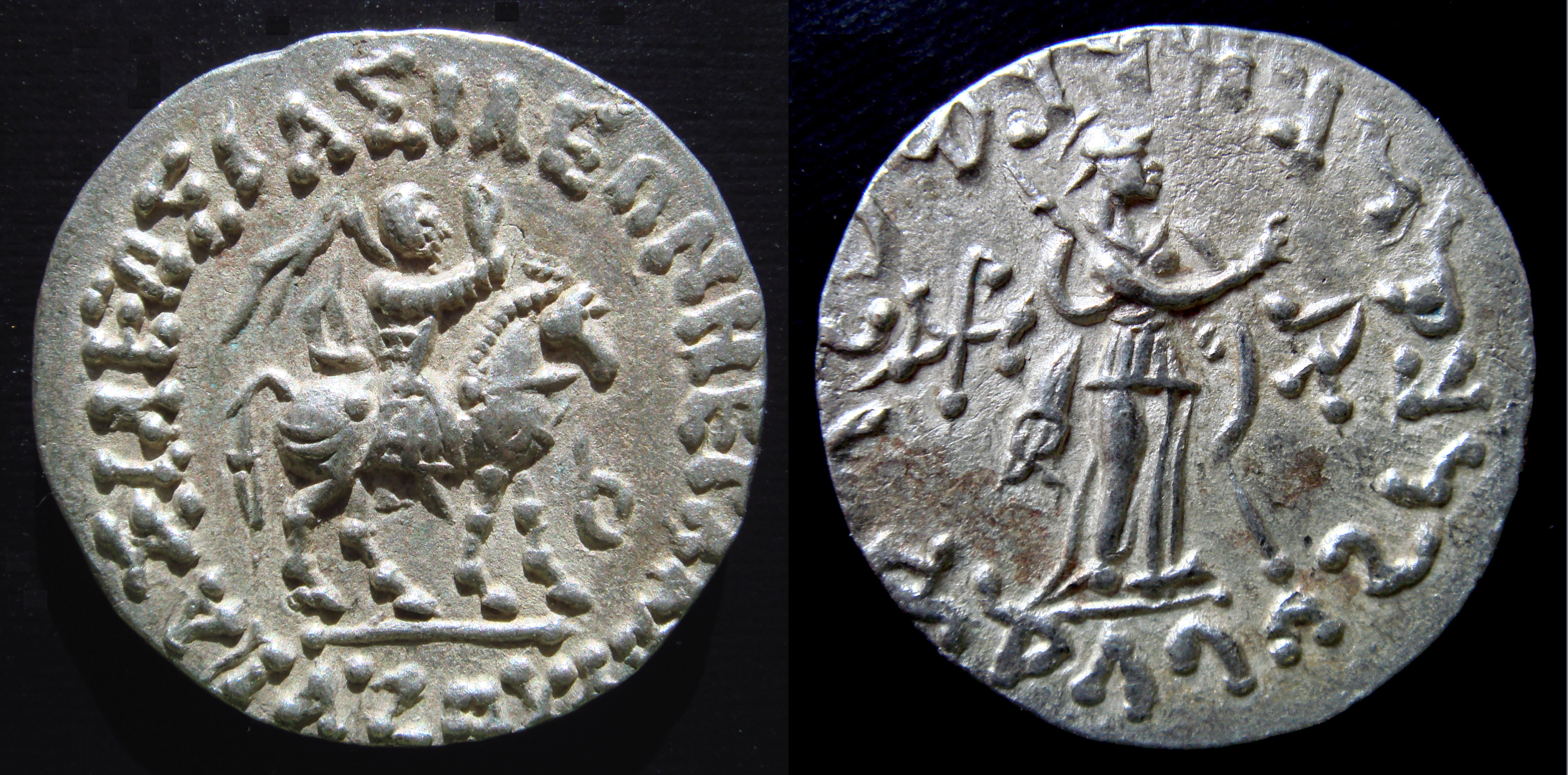
阿泽斯一世時期的錢幣。

公元前1世紀，斯基泰人在印度西北部出現，並與那裡已存在的印度-希臘王國接觸，開始與當地的希臘王國統治者爭奪領土。
先是毛伊斯在公元前80年左右征服健馱邏國和塔克西拉，但他去世後王國即告瓦解。在東部，印度國王維克拉瑪蒂亞從印度-斯基泰人手中奪回鄔闍衍那，並創立維克拉姆曆。印度-希臘王國的國王在毛伊斯過世之後再次統治他遺留的土地，而且興盛繁榮，這情況可由兩位國王阿波羅多德二世和希波斯特拉托斯在位時大量鑄幣表現出來。直到公元前55年印度-斯基泰國王阿泽斯一世把印度-希臘王國希波斯特拉托斯擊敗，最終控制印度西北部。

#### 雕塑

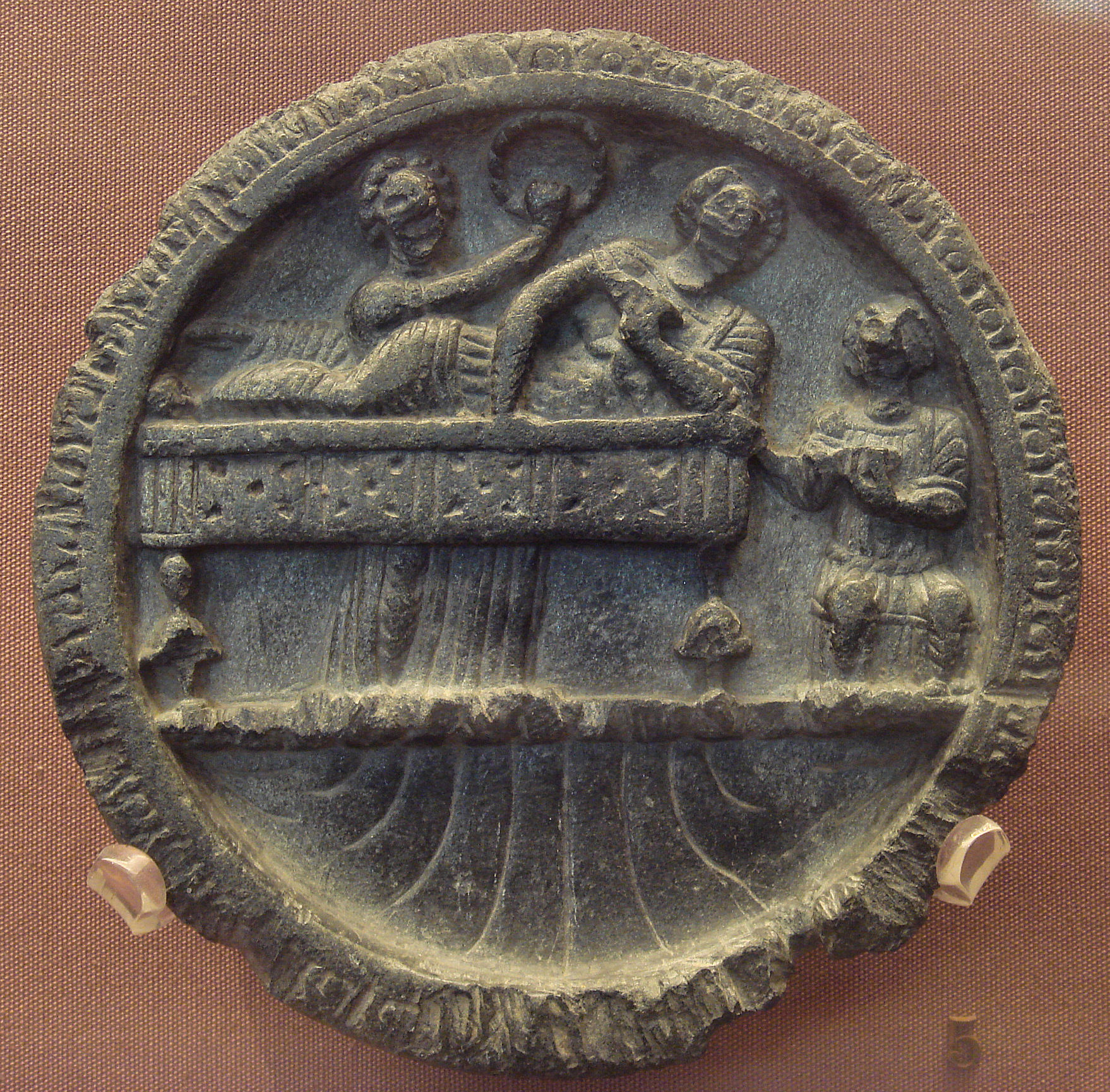
在錫爾卡普廢墟早期塞迦土層中發掘出的梳妝品托盤。

在英國考古學家約翰·馬歇爾 (考古學家)籌組的發掘過程中，從錫爾卡普的廢墟中發現早期塞迦地層中的幾座石雕（第4層，對應於阿泽斯一世時期，也發現大量此時期的錢幣）。
其中一些是梳妝品托盤（也稱為石材彩妝托盤），大致像是在更早期考古層中所挖據出較早期，而更精緻的希臘化仿製品。約翰·馬歇爾評論說：“當代人為模仿希臘化的原作，而投入令人讚許的功夫，但顯然不能體現原有器皿的形式和製作技巧”。在同一地層中，還發掘出一些圓形的小雕像，這些雕像具有拘謹的面部風格。

#### 比馬蘭寶物盒

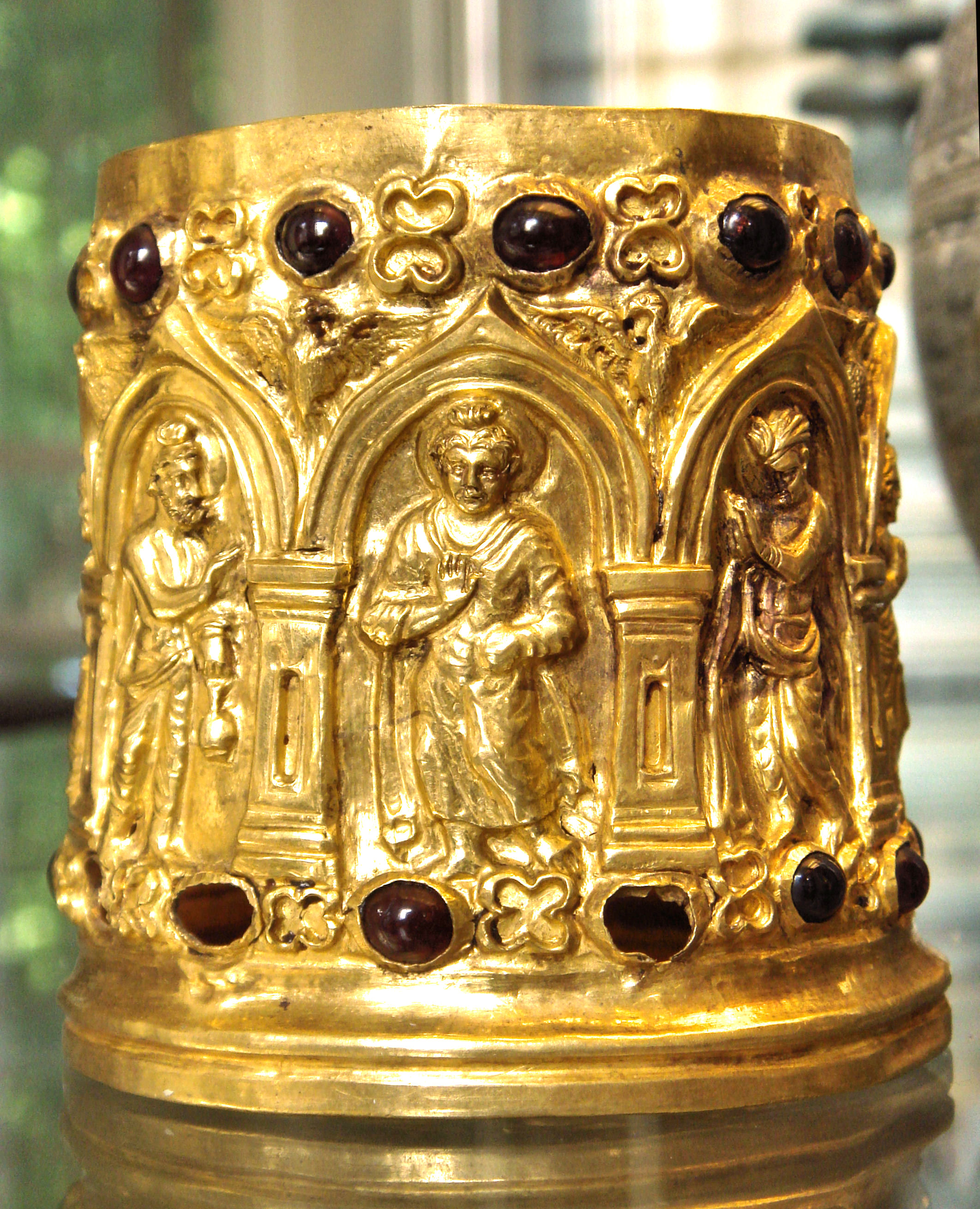
在一佛塔中發現的比馬蘭寶物盒, 呈現釋迦摩尼，左為梵天，右為帝釋天。寶物盒中還放有阿泽斯一世時期所鑄的錢幣。大英博物館。

阿泽斯一世與比馬蘭寶物盒有關聯，這寶物盒是最早呈現釋迦牟尼的器皿之一。寶物盒是在阿富汗賈拉拉巴德附近的巴米蘭（Bamiran）建造窣堵坡（佛塔）時，用作奉獻，盒中有幾枚阿泽斯一世時時鑄造的錢幣。佛塔可能是在阿泽斯一世在位時（公元前60-20年），或是稍後時期建造。由於印度-斯基泰人在其他方面與佛教有關聯（參考馬圖拉獅子柱頭），這窣堵坡確有可能是由他們下令建造。

### 馬圖拉地區（“北薩特拉普王朝”）

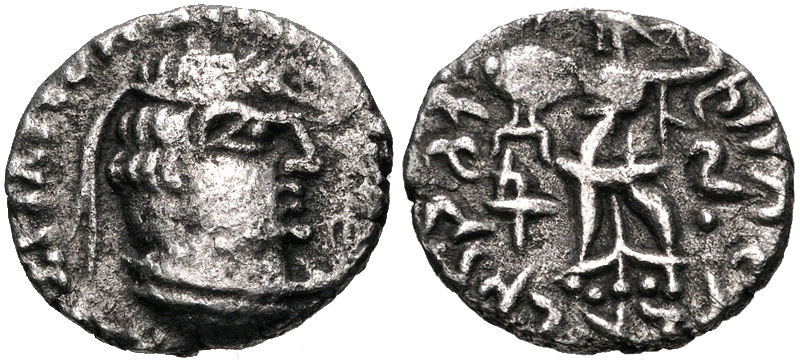
罗俱维拉時期錢幣（約公元10年）。

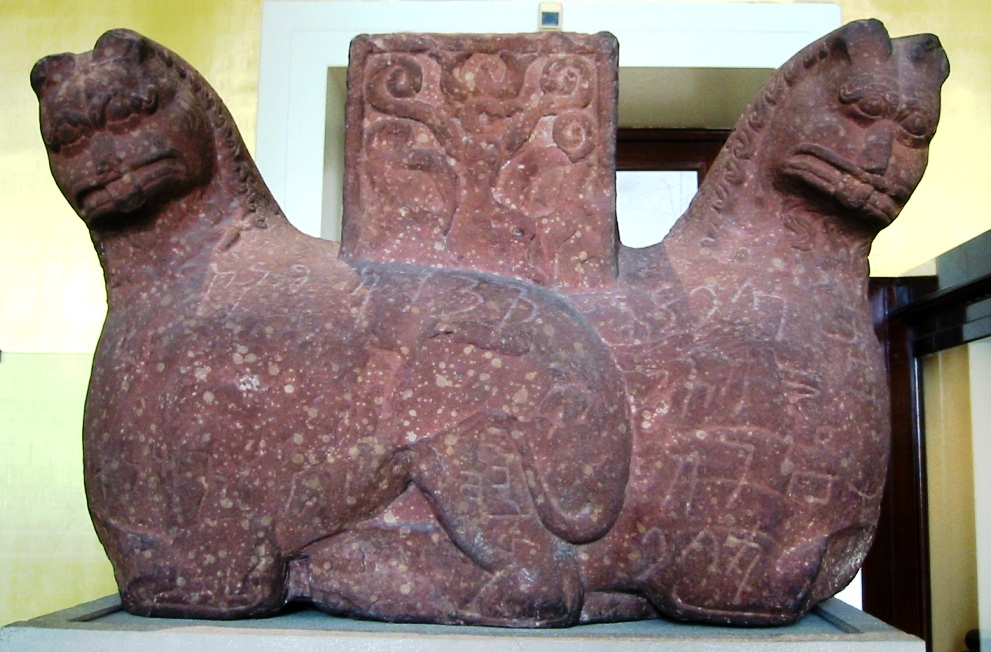
馬圖拉獅子柱頭是重要的印度-斯基泰建築物件，呈獻給佛教之用。 大英博物館。

印度-斯基泰人在公元前60年左右把馬圖拉地區的印度統治者征服。他們任命的一些總督包括有Hagamasha和Hagana等人，隨後便是著名的罗俱维拉。
製作材料為砂岩的馬圖拉獅子柱頭有印度北部馬圖拉的粗曠風格，時間在公元前1世紀。上面有佉盧文銘文，說明由統治者罗俱维拉的妻子娜達西·卡莎贈予供奉有釋迦摩尼部分遺骸的窣堵坡。銘文還提到幾位印度-斯基泰在馬圖拉總督的譜系。
罗俱维拉顯然在公元10年左右把最後一位印度-希臘王國國王斯特拉托二世除去，並將其首都奢羯羅奪下。
這段時期所鑄造的錢幣，例如罗俱维拉時期的，往往很粗糙，且形狀不規則。有價金屬含量低：銀含量越來越少，摻有更高比例的青銅，這種被称为Billon的银铜合金技术铸币，顯示出當時王國的財力不足。
馬圖拉獅子柱頭的銘文證明馬圖拉是由塞迦人控制。銘文中提到卡拉和什特斯，以及皇后阿亞希亞（Ayasia），後者是“馬圖拉的印度-斯基泰統治者罗俱维拉的嬪妃之首”。卡拉和什特斯是阿爾塔（Arta）之子，他自己的錢幣證明此點。據說阿爾塔是國王毛伊斯的兄弟。
相較於位在古吉拉特邦和摩臘婆的“西薩特拉普王朝”，在馬圖拉的印度-斯基泰人的總督王朝有時也被稱為“北薩特拉普王朝”。在罗俱维拉之後，已知有幾位繼任者做過貴霜帝國的附屬，例如從鹿野苑發現的銘文中已知的“大總督卡拉帕藍納（Kharapallana）”和“總督瓦那斯帕拉”，其歷史可追溯到貴霜帝國迦膩色伽一世在位的第三年（大約公元130年），這些總督臣屬，並效忠於貴霜帝國。

### 帕塔利布特拉

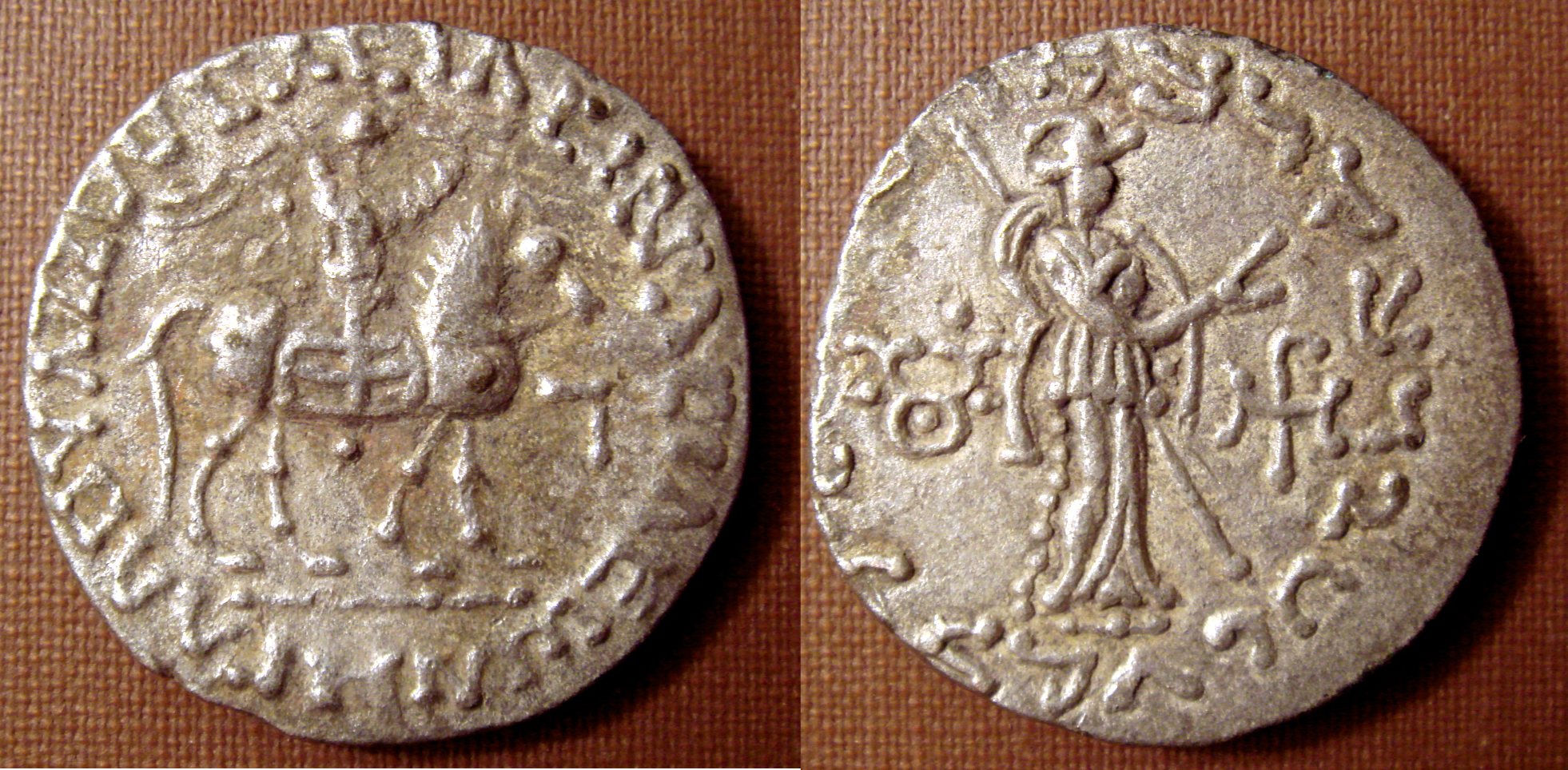
印度-斯基泰國王維傑亞米特拉時期所鑄銀幣，銀幣正面為阿泽斯一世，背面有佛教三寶標誌。

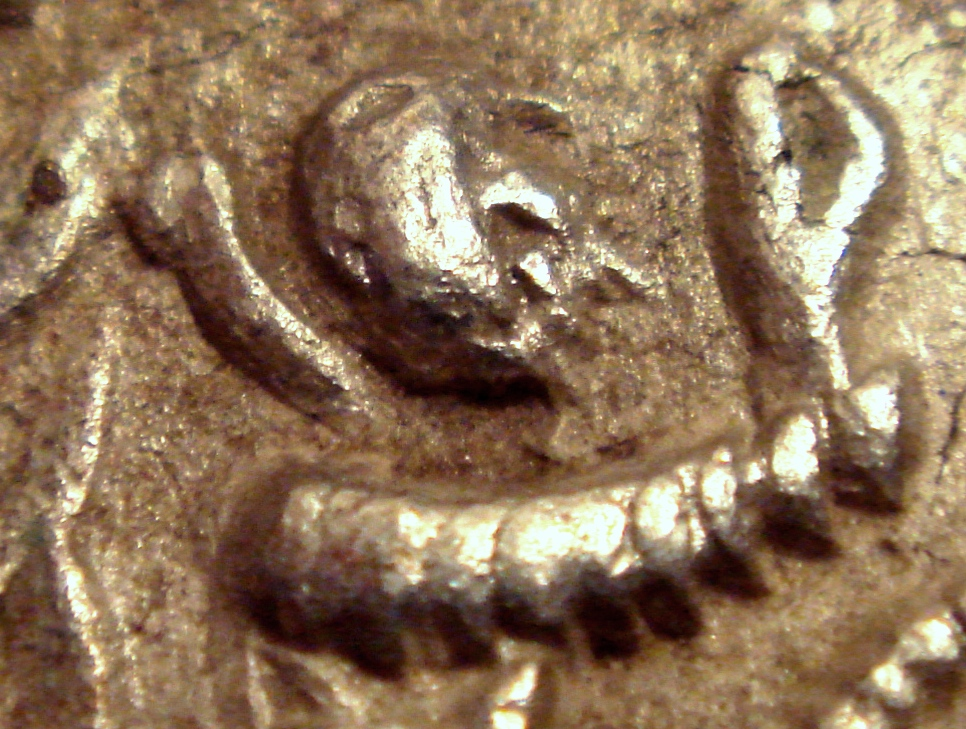
阿泽斯一世時期所鑄錢幣，其側面身影特寫。

梵文編年紀尤加·普拉納曾描述，帕塔利布特拉在亞瓦納人撤退後，歷經連續七位偉大君王統治薩克塔之後，斯基泰人約在公元前一世紀入侵。尤加·普拉納記載說，塞迦國王殺死當地四分之一的人口，之後他被羯陵伽國王沙塔（Shata）和一群薩巴拉斯（Sabaras，或稱Bhillas）人所殺。

### 貴霜帝國和印度-帕提亞王國的征服
阿泽斯一世去世後，在公元前一世紀末期年間，印度西北部印度-帕提亞統治者岡多法勒斯崛起，而原有印度-斯基泰人統治者崩潰。在隨後的幾十年中，一些斯基泰人的次要領導人在鬆散的印度-帕提亞王國的邊緣維持自己的據點，其中有些向岡多法勒斯及其繼任者效忠。
在公元一世紀後半葉，印度-帕提亞王國的統治逐漸被貴霜人所取代，貴霜帝國是在巴克特里亞生活多個世紀的五個月氏部落之一，彼時開始向印度擴展而創建一個帝國。最終，貴霜人從公元75年左右重新奪回印度西北部，並公元100年左右重新奪回馬圖拉地區，在那裡繁榮幾個世紀。

### 西薩特拉普王朝

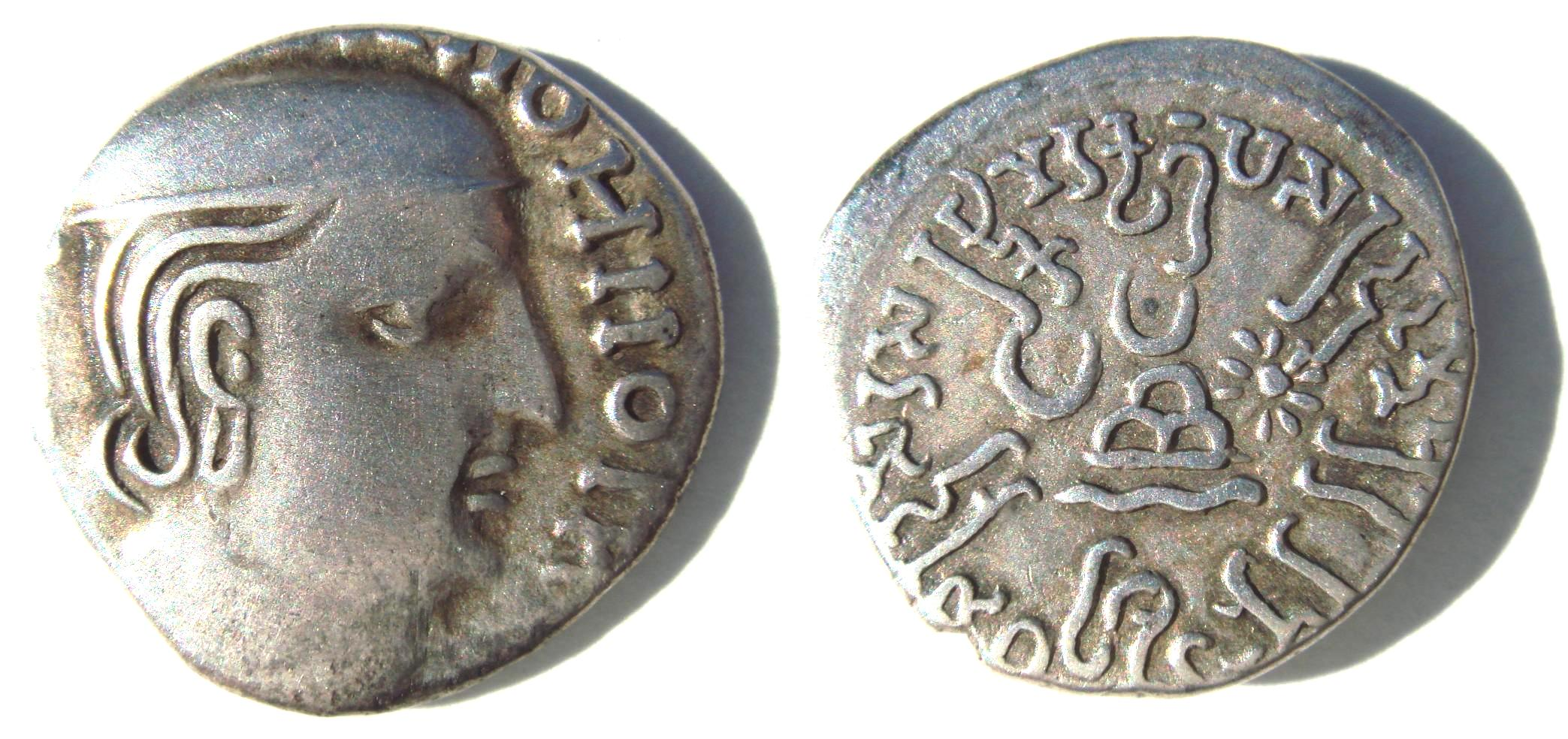
西薩特拉普王朝魯德拉西瑪三世時期（在位期間約公元175年到197年）所鑄錢幣。

印度-斯基泰人繼續佔領錫斯坦地區，直到巴赫拉姆二世（公元276年-293年）統治時結束。他們統治印度的一些地區如卡提阿瓦半岛和古吉拉特邦，直到5世紀為止，統治者被稱為西薩特拉普王朝，其中的君王盧陀羅達曼一世是位著名的征服者，他的功績被銘刻在朱那佳德盧陀羅達曼一世岩石銘文上。他的征戰包括征服姚德海雅，以及擊百乘王朝，但最終被笈多王朝皇帝旃陀羅·笈多二世（也稱為維克拉瑪蒂亞）征服。

## 印度-斯基泰人所鑄錢幣

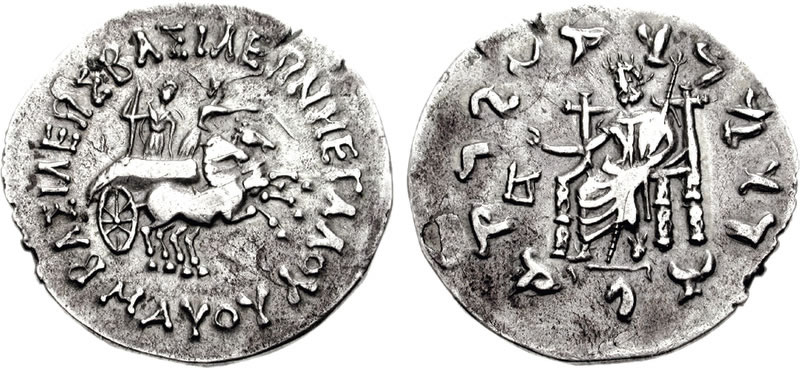
毛伊斯時期所鑄的四德拉克馬銀幣（公元前85年到60年）。

印度-斯基泰人所鑄錢幣一般具有很高的藝術品質，但到公元20年左右他們瓦解時，品質有明顯的降低（如罗俱维拉的錢幣）。在西薩特拉普王朝時代，錢幣品質仍相當高，但形式固定，維持到公元5世紀。
通常印度-斯基泰人鑄造錢幣作風務實，在藝術風格介於印度-希臘王國和貴霜帝國的錢幣之間。一般的說法是印度-斯基泰人鑄幣得益於希臘金屬螯合匠人的幫助（請參考奧斯蒙·博波拉克齊）。
印度-斯基泰錢幣在錢幣正面使用希臘語。和在背面使用佉盧文，基本上是延續印度-希臘王國的傳統。但從未顯示君王的圖像，取而代之是以國王騎馬（有時騎駱駝）或盤腿坐在墊子上的圖像，而錢幣背面通常顯示的是希臘神祈。
印度-斯基泰錢幣一直出現佛教象徵。特別是米南德一世以來，他們採用印度-希臘王國的作法，由神祈以右手顯示出手印（譬如在毛伊斯或阿泽斯二世兩位國王統治時期，錢幣上有宙斯顯示手印），或者在兩位國王時期的錢幣上顯示佛教獅子。或在錫安尼斯統治時錢幣上顯示的佛教三寶符號。

## 對印度-斯基泰人描述

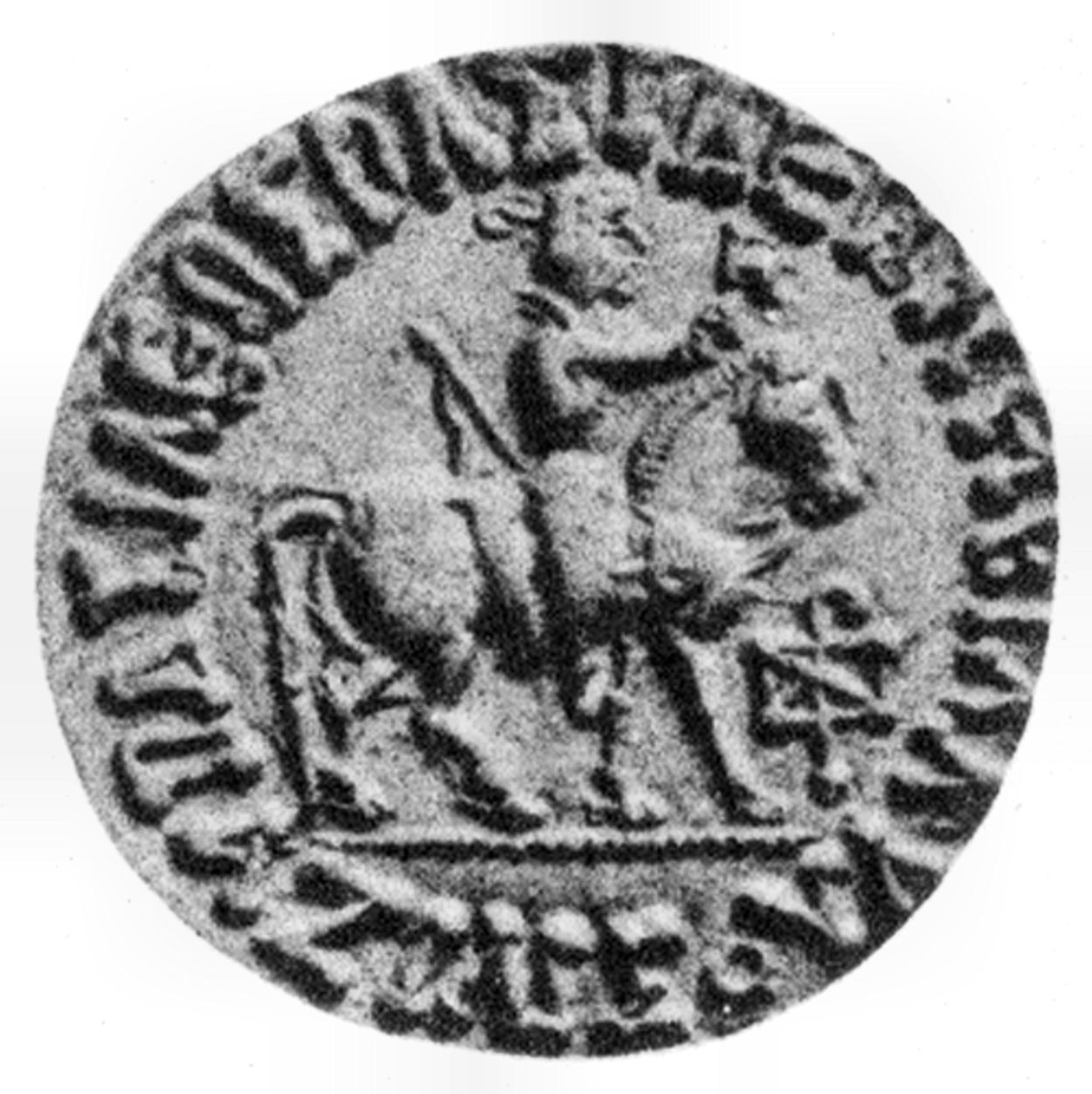
穿著寬鬆外衣，騎在馬背上的阿泽利塞斯。

除錢幣以外，幾乎沒有藝術品可很確定的代表印度-斯基泰人。印度-斯基泰人的統治者通常被表現為身穿著鎧甲騎在馬背上，但在阿泽利塞斯統治時期的錢幣則簡單的展示一位穿著簡單寬鬆外衣的國王。
有些健馱邏國的雕塑中，顯示外國人穿著柔軟外衣，有時還戴著典型的斯基泰人帽子。它們與貴霜帝國人的形象呈鮮明對比，貴霜似乎均穿著厚重，僵直的外衣，並通常以更簡單的形式來呈現。

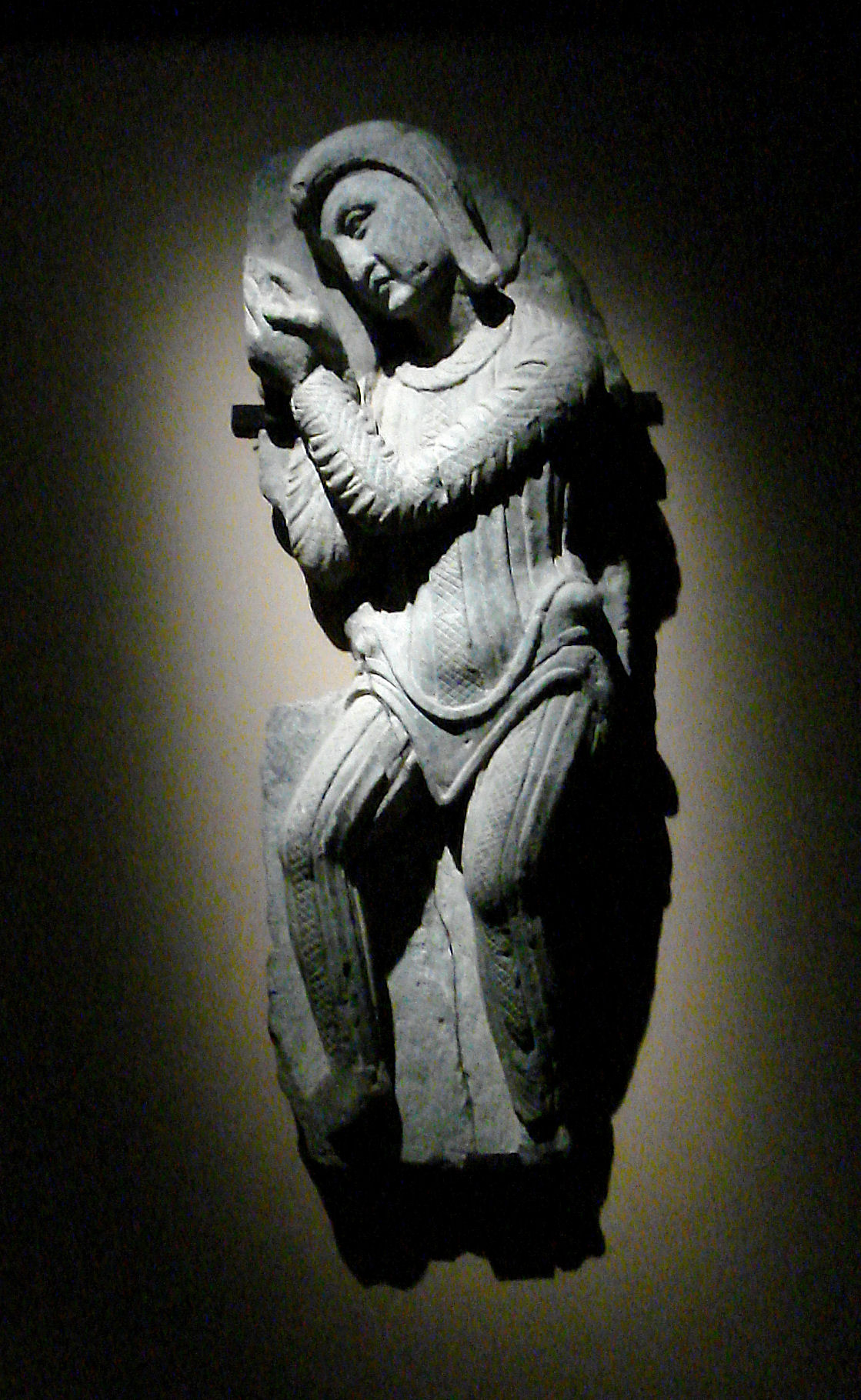
在布特拉佛塔的斯基泰奉獻著雕像。

### 布納浮雕
健馱邏國藝術中的佛教簷壁飾帶（friezes）通常會用穿著戰鬥服裝的印度-斯基泰軍人來表現（尤其是在布納浮雕）。它們被表現成穿長褲及寬鬆外衣，並用厚重的長劍作為武器。戴著尖頭的兜帽（斯基泰人帽，或稱巴許力克），讓他們與僅在濃密的頭髮上戴著簡單圓角的印度-帕提亞人有所區別，印度-斯基泰統治者也有系統性的把這種戴帽形象鑄在硬幣上，其中有些舉起右手形成對抗邪惡勢力的手印。這種簷壁飾帶在健馱邏國會被用作佛教窣堵坡基座上的裝飾品。同一時期，其他簷壁飾帶則顯示著純希臘裝束的人們，暗示印度-斯基泰人（擁有軍事力量）和印度-希臘人（受印度-斯基泰人統治，僅為平民）的融合。另一種浮雕則顯示同一組士兵正演奏樂器和跳舞中，這種演奏樂器和跳舞場景在健馱邏國各處的藝術中有廣泛表達，呈現出印度-斯基泰人為陶醉的奉獻者。

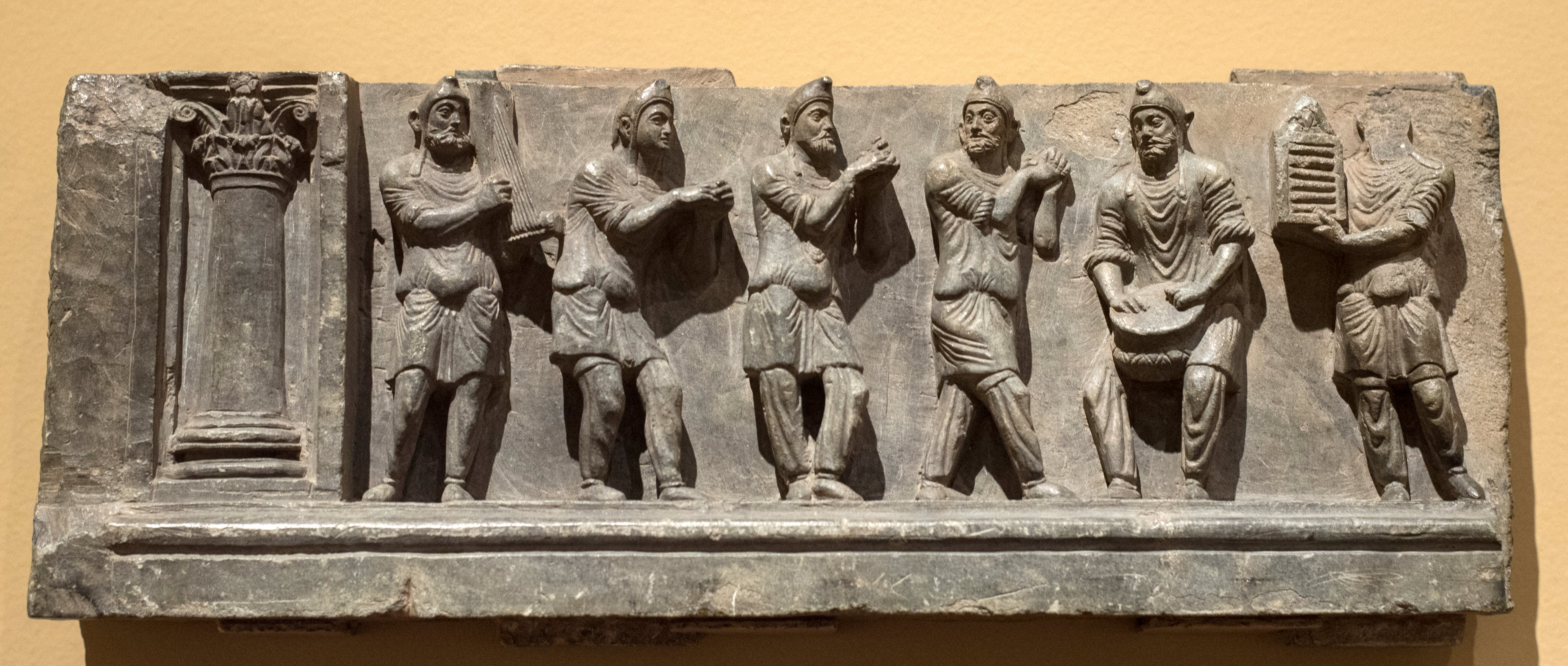
布納浮雕中之一，顯示斯基泰士兵跳舞場景。克利夫蘭藝術博物館。
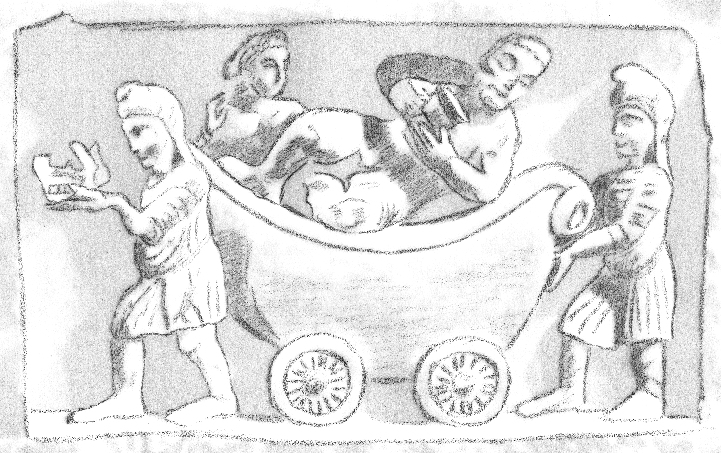
希臘酒神戴歐尼修斯和伴侶阿里阿德涅斜躺在推車上。
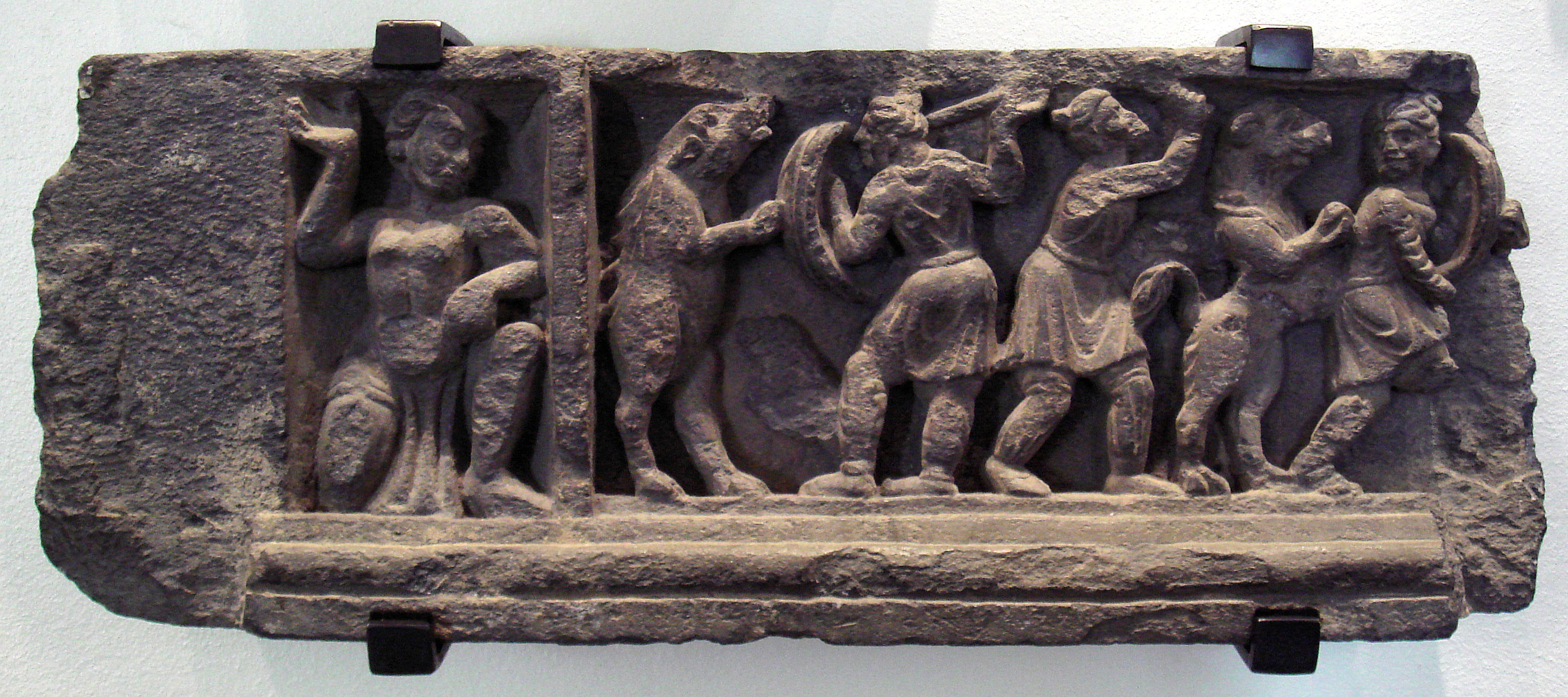
狩獵場景。
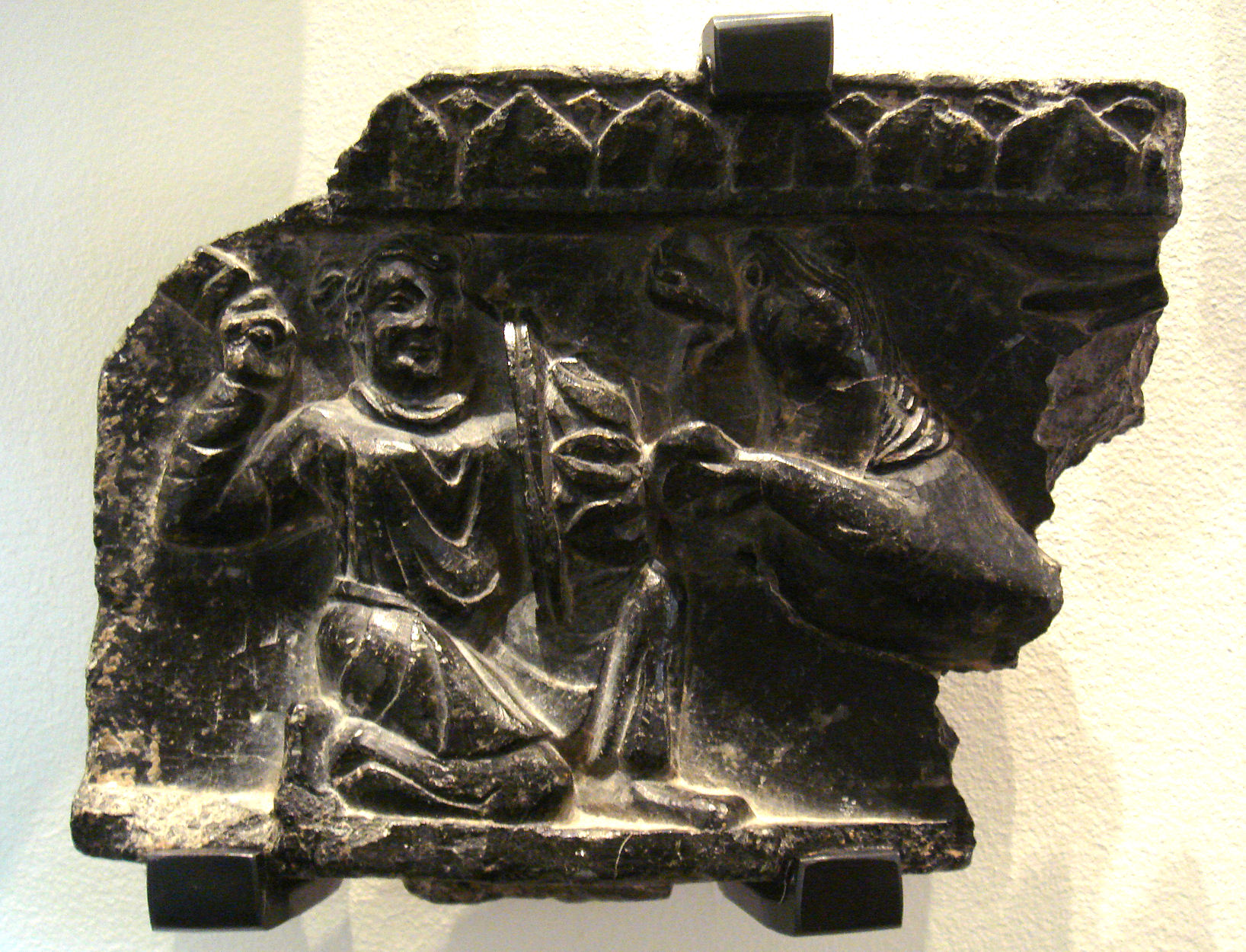
狩獵場景。

### 石材彩妝盤

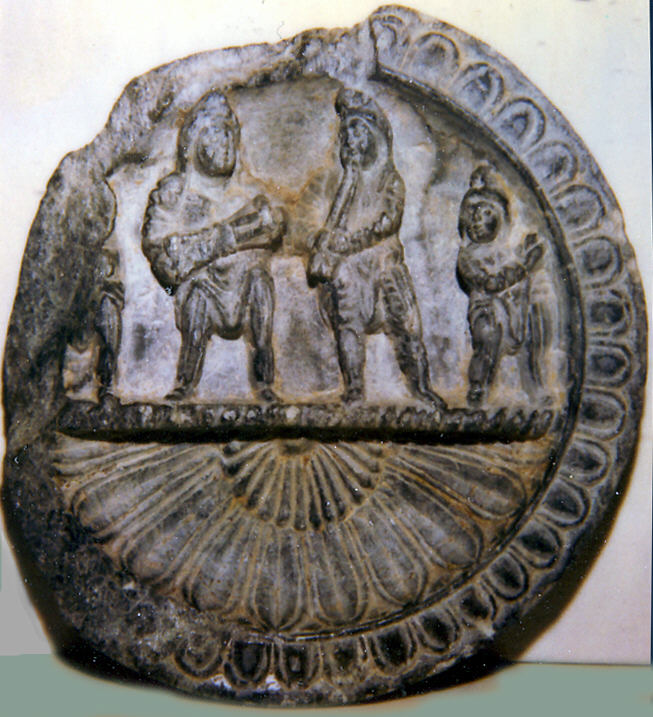
健馱邏國石材彩妝盤上斯基泰人演奏音樂雕像。

在健馱邏國遺跡中所發現的眾多石材彩妝盤被認為可代表印度-斯基泰人具有良好的藝術能力。這些托盤同時具有希臘和伊朗的影響，通常以簡單，古老的風格呈現。僅在與印度-希臘、印度-斯基泰、和印度-帕提亞統治時期相對應的考古層中才有，而未曾在先前的孔雀王朝層或隨後的貴霜帝國層中發現過。
這些托盤通常雕塑有人們穿著希臘服裝，出現在希臘神話場景之中，有些穿著帕提亞服飾的人物（束髮帶、露出胸部的交叉外套、珠寶、皮帶、寬鬆長褲），但是穿著印度-斯基泰人服飾（著弗里吉亞無邊便帽、長袍、和直筒長褲）的則甚少見到。在錫爾卡普發掘而得，以及現在保存在新德里國立博物館的一個彩妝托盤，上面雕有一名有翅膀的印度-斯基泰騎士，騎著有翅膀的鹿，正受到獅子的襲擊。

## 印度-斯基泰人和佛教
印度-斯基泰人似乎是佛教的信徒，他們的許多習俗顯然是從印度-希臘人延續而來。

### 皇家對佛教的奉獻

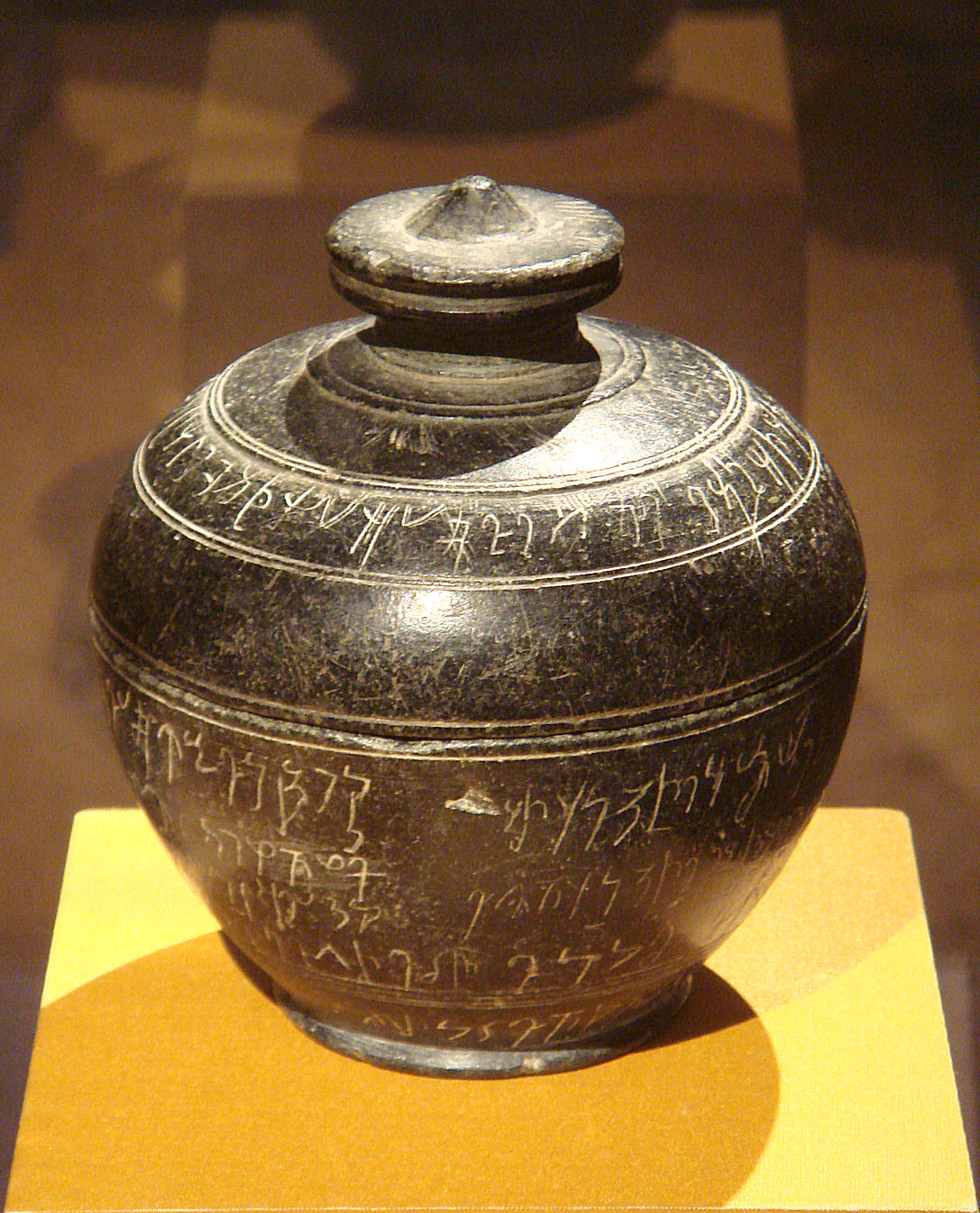
巴祝亞寶物盒, 大都會藝術博物館.

繼阿泽斯一世之後的幾位印度-斯基泰國王均對佛教做過奉獻，並在牌匾或寶物盒上留名：
- 帕替卡·庫蘇拉卡（英语：Patika Kusulaka）（公元前25年到公元10年）將他捐贈釋迦牟尼佛的遺物給一座佛教僧院的事情記載在塔西拉銅板（英语：Taxila copper plate）上。
- 佛教馬圖拉獅子柱頭和寶物盒上曾提到卡拉和什特斯（公元前10年到公元10年）。[47][48]他的錢幣還在比馬蘭寶物盒（英语：Bimaran casket）中被發現，寶物盒十分精緻，上有佛陀早期的雕像，現收藏在大英博物館中。其中某些錢幣上有佛教三寶符號。
- 維傑亞米特拉（公元前12年至公元15年）以他的名字奉獻佛教寶物盒。[49][50]他的一些錢幣上有佛教三寶符號。
- 當英德拉瓦曼（英语：Indravarman）仍為王子之時，他在公元5到6年親自奉獻一個佛教寶物盒-巴祝亞寶物盒（英语：Bajaur casket），現在收藏在大都會藝術博物館。
- 錫安尼斯（英语：Zeionises）和亞斯帕維瑪（英语：Aspavarma），也在錢幣上有佛教三寶符號。
- 罗俱维拉豎立馬圖拉獅柱首，這柱頭融合佛教符號，並在銘文中敘述其妻子將佛陀遺物捐贈予佛塔的事。

### 布特拉佛塔

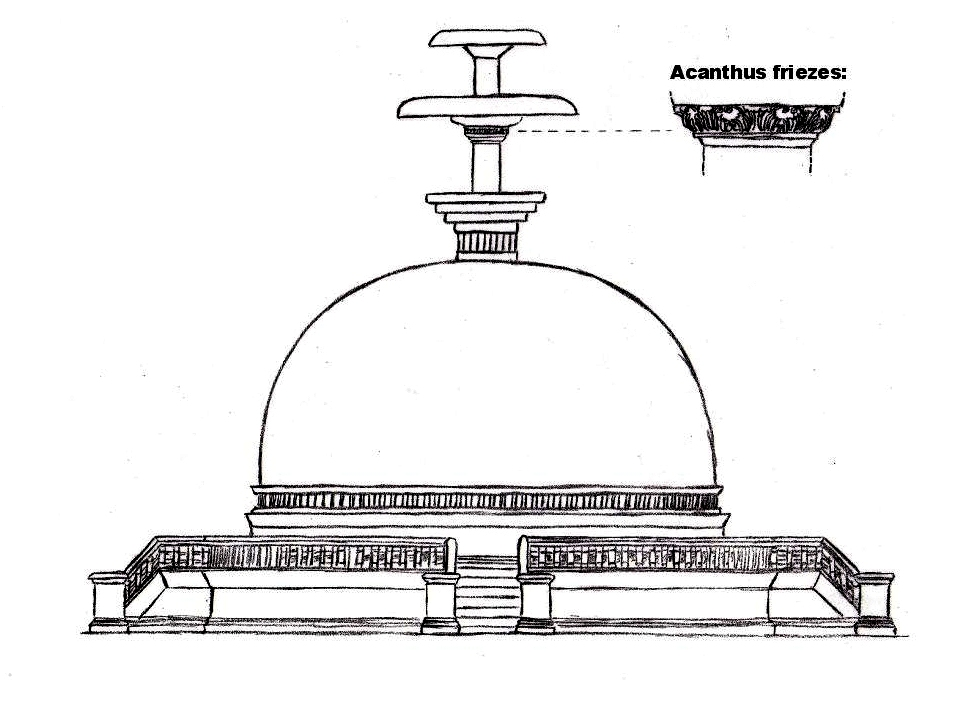
在巴基斯坦斯瓦特的布特拉佛塔遺址繪圖，請注意簷壁飾帶（friezes）位置

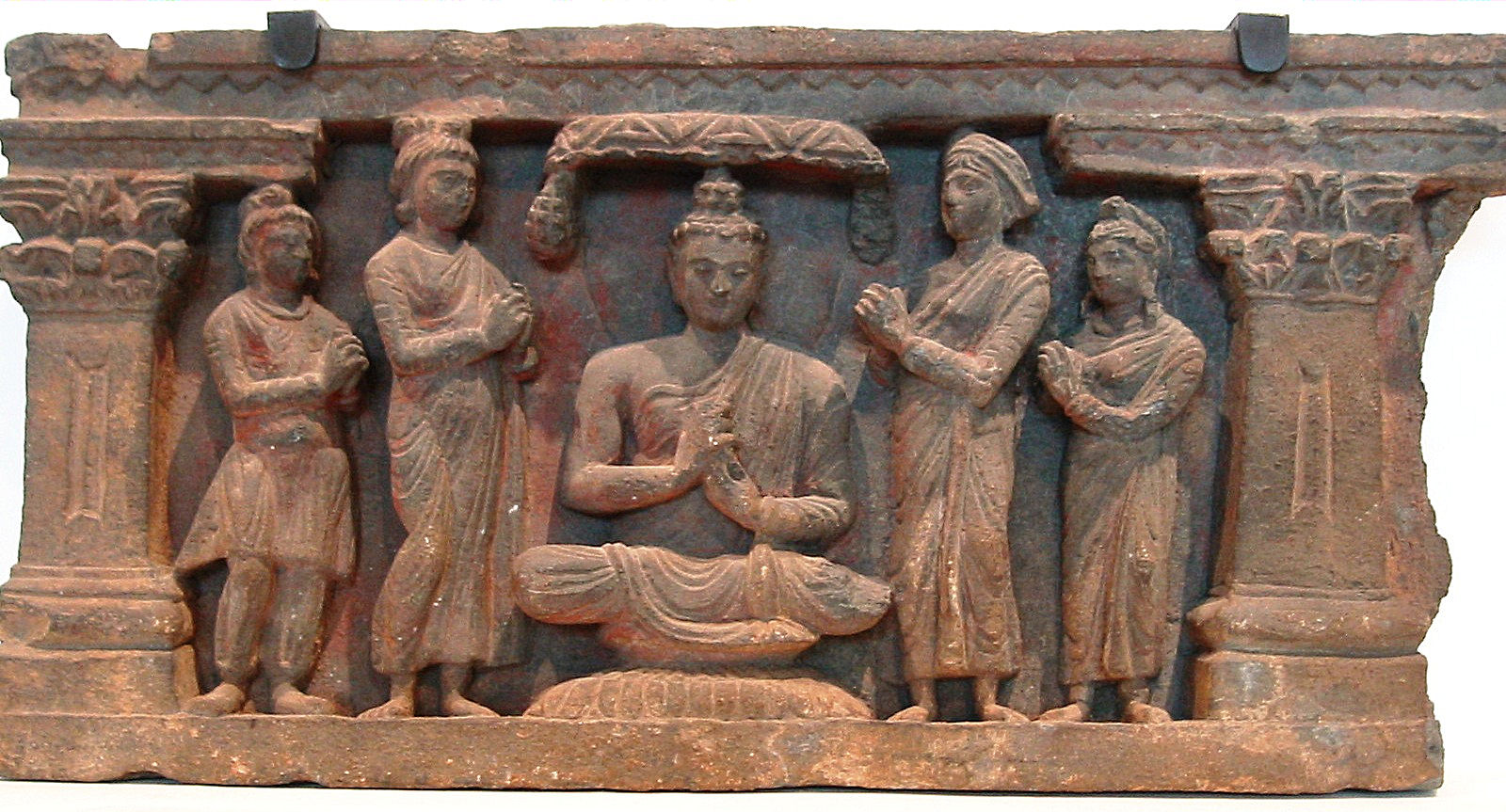
雕像中，推測左右兩邊為奉獻者夫婦，中間三者為釋迦摩尼，梵天，以及帝釋天。

義大利考古隊在斯瓦特的布特拉佛塔進行的發掘工作，發掘出各種佛教雕塑，這些雕塑被認為屬於印度-斯基泰時期。尤其是一座印度科林斯式柱頭，描述佛教信徒處於樹葉叢，而在柱子底部埋藏著寶物盒和阿泽斯一世時期的錢幣，讓雕塑歷史可確定為公元前20年。在同一地點還發現一當代壁柱，上面刻有穿著希臘服裝的佛教信徒，再次顯示兩個族群的融合。在同一地點的各種浮雕展示出印度-斯基泰人穿著他們特有的外衣和尖頭兜帽，在佛教環境與站立的佛像浮雕並列。

### 健馱邏國雕塑
另外發現有其他浮雕，顯示戴著特有的尖頭兜帽的印度-斯基泰人，推著手推車，希臘酒神戴歐尼修斯和他的伴侶阿里阿德涅則斜躺在上面。

### 馬圖拉獅子柱頭
馬圖拉獅子柱頭上的銘文，提到奉獻佛陀的遺物給佛塔，把與許多印度-斯基泰統治者，包括毛伊斯到罗俱维拉，均串聯在一起。柱頭中央還帶有佛教三寶符號，並且提到崇敬釋迦牟尼，以及一些典型的佛教短語，例如：
“ sarvabudhana puya dhamasa puya saghasa puya”
“敬畏所有佛陀，尊敬法（dharma），尊敬僧伽（sangha）”
（馬圖拉獅子柱頭，銘文O1/O2）

## 印度文學中的印度-斯基泰人
印度-斯基泰人在印度被稱為“Shaka”，是波斯人的Saka的擴展名。從《摩訶婆羅多》戰爭時期（大約在公元前3100年，在鬥爭時(印度教中四個宇迦循環中的最後一個)開始之前)）發生時，Shakas在文本中被提及無數次，如往世書、摩奴法論、羅摩衍那、摩訶婆羅多、大疏（Mahabhasiya of Patanjali）、伐羅訶密希羅的Brhat Samhita、Kavyamimamsa、Brihat-Katha-Manjari、故事海，和其他一些古文本。它們被描述為西北部好戰部落中的一支。
在蟻垤撰寫的《羅摩衍那》的第一部書巴拉·坎達中，有重要參考，提起與塞迦、臾那、劍浮沙、和波羅婆人等蔑戾車蠻族的交戰事蹟。 印度歷史學家雷喬伕力在這些經文中看出印度教徒與來自西北部入侵的蔑戾車部落之間鬥爭的片段。這些鬥爭大約發生在公元前2世紀以後。雷喬伕力則把文本完成的時期修正為在公元2世紀左右或之後。
與羅摩衍那齊名的另一部古印度史詩《摩訶婆羅多》也隱晦暗示來自西北部混雜部落的入侵。摩訶婆羅多中第三部的森林之書以預言形式的詩句，哀嘆“...... 塞迦、臾那、劍浮沙、巴力卡斯人等蠻族國王會在在鬥爭時的時期中不公正地統治地球...... “
這兩部印度史詩《羅摩衍那》和《摩訶婆羅多》與許多傳統史詩一樣（其中包括將前述兩部史詩納入其中的梵文印度教文集《伊蒂哈薩》），自構思起，已經歷多次插補和刪減，後人難以確定年代。內容增加的原因很可能因為不斷變化的政治因素，和新人物不斷出現的緣故。

## 希臘-羅馬資料中的印度-斯基泰人

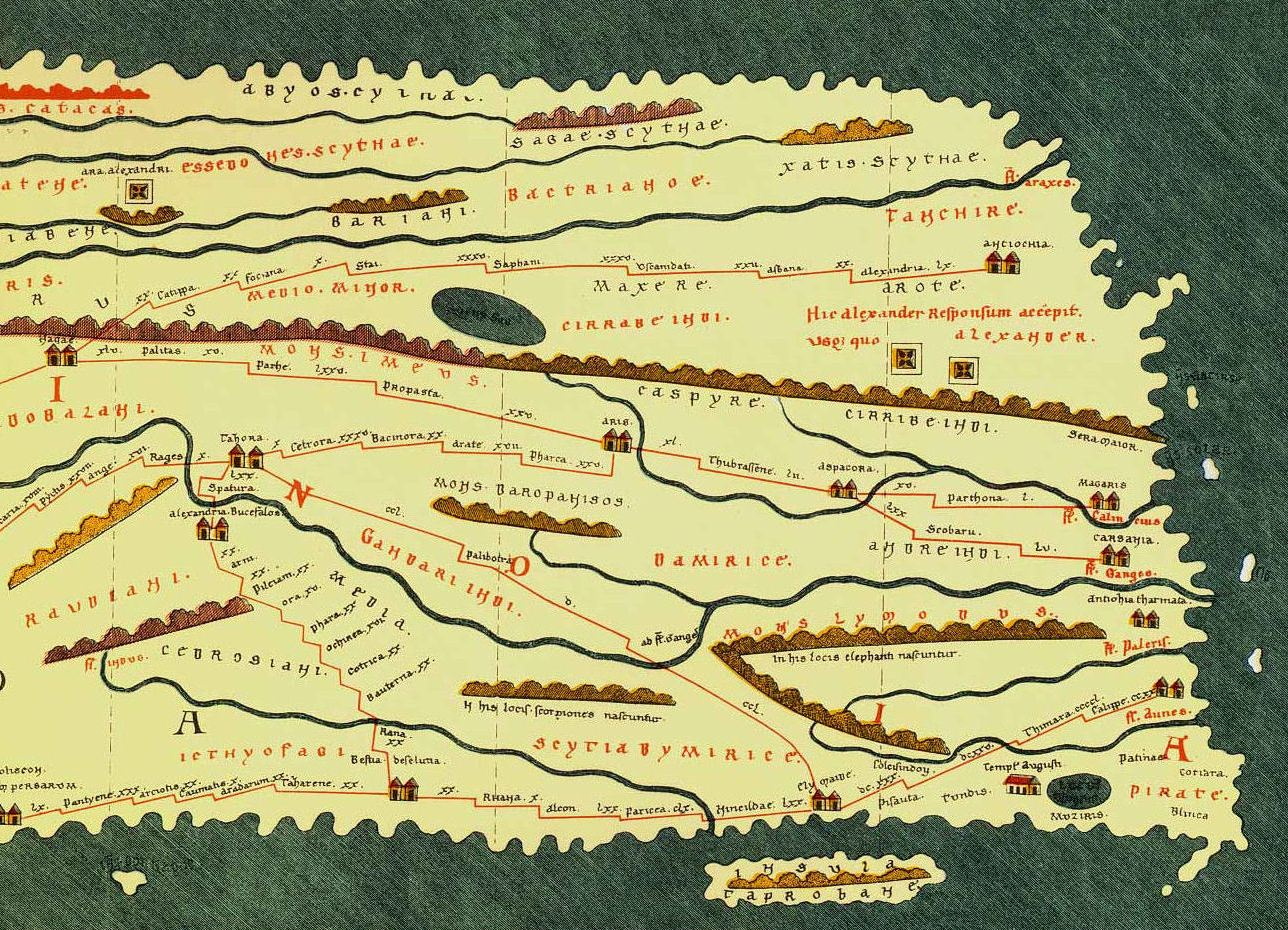
公元四世紀羅馬的《波伊廷格地图》，顯示在印度河口附近的斯基提亞。

在現代巴基斯坦地區的斯基提亞國家，尤其是印度河口，首都位於明納加拉（即現代喀拉蚩），在該時期的西方地圖和旅行說明中有廣泛提及。托勒密世界地圖以及波利普拉斯（Periplus）的愛利脱利亞海周航記清楚提起有個在印度河谷叫斯基提亞的國家，羅馬的普亭則地圖也提起。波利普拉斯稱明納加拉是斯基提亞首都，公元1世紀，住在城內的帕提亞王子們開始爭奪其控制權。波利普拉斯還說斯基提亞與更東邊的亞利亞卡（集中在古吉拉特邦和摩臘婆）是不同地區，亞利亞卡由西薩特拉普王朝國王那哈帕納統治。

## 塞旺或奇平（基平）斯基泰人部落

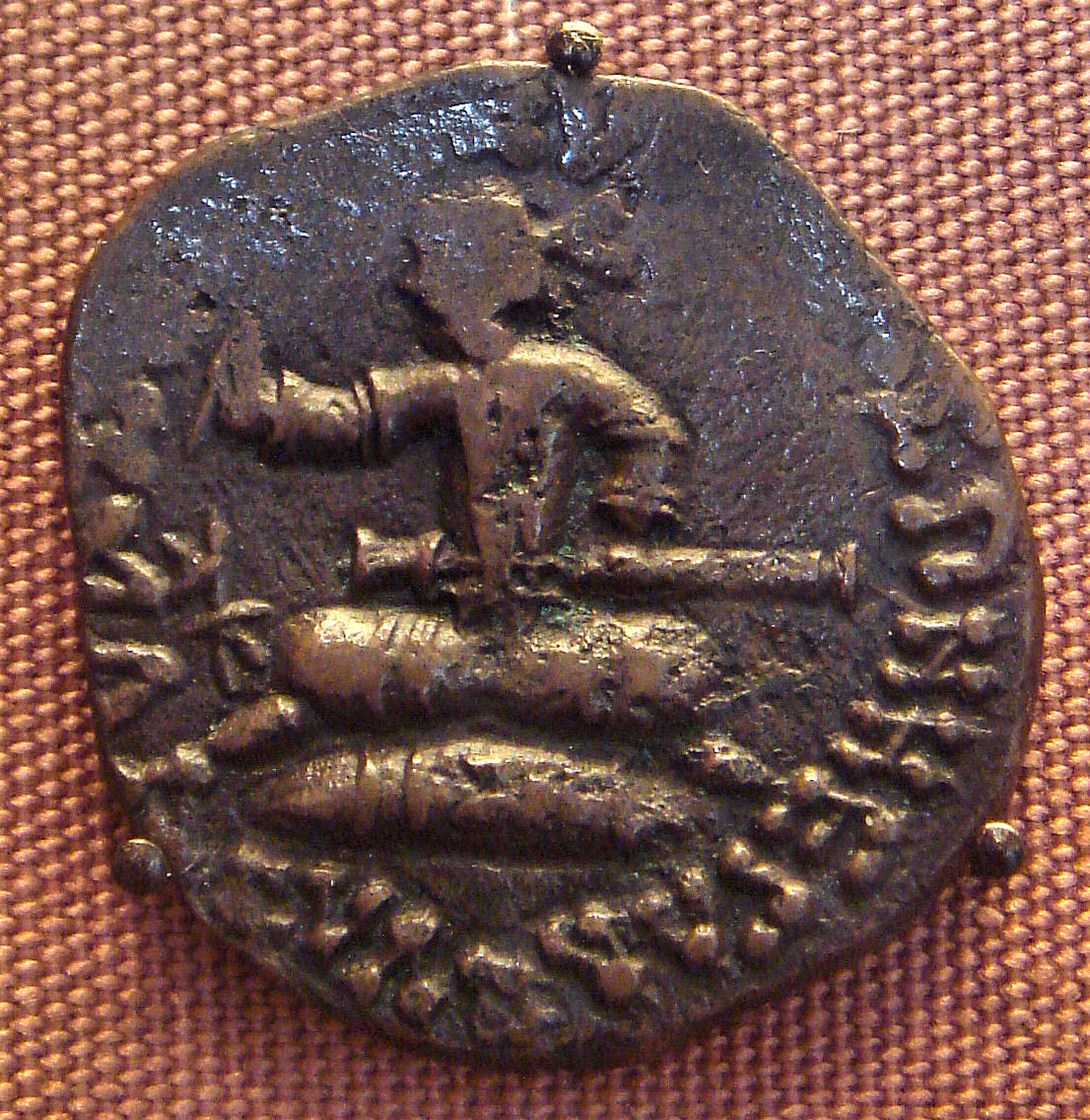
阿泽斯一世時期硬幣，君王席地而坐，手握劍以及馬鞭。

據說中亞斯基泰人的一部分（由塞旺（Sai-Wang）領導）往南遷移，穿過帕米爾高原，越過位於斯瓦特國Kanda谷之上的Hasuna-tu（吊橋）進入奇平（Chipin，或稱基平（Kipin））。毛伊斯國王可能屬於這支從中亞的Sai Sakas土地移居到奇平的斯基泰人。

## 關於聯合入侵的證據

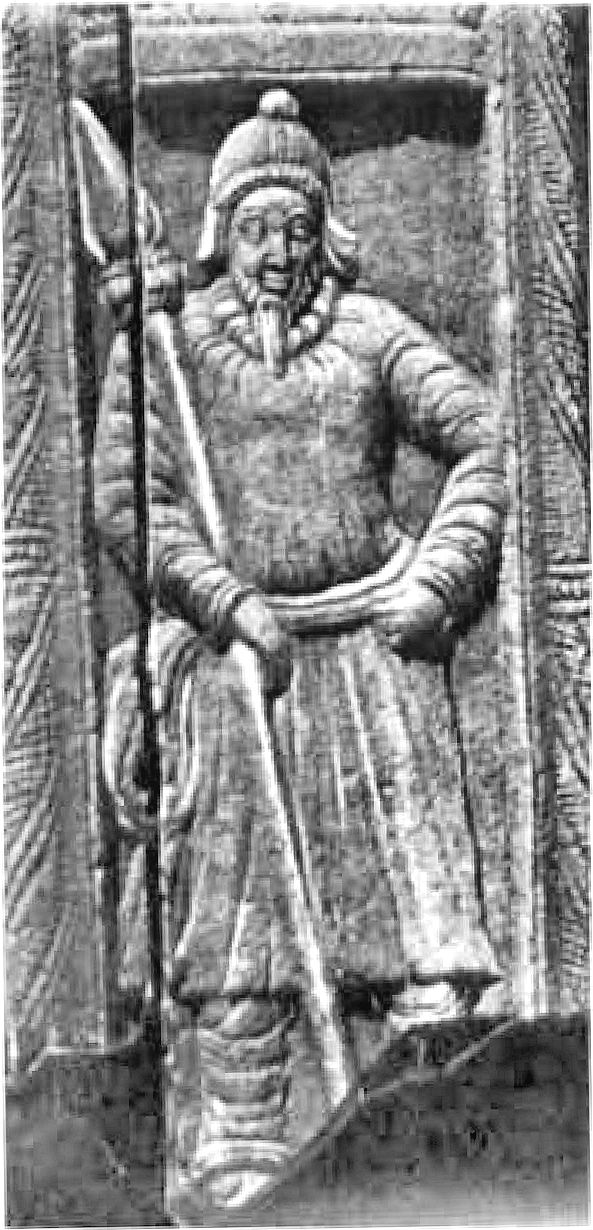
位於印度古蹟Nagarjunakonda的斯基泰士兵雕像。

入侵印度並建立多個王國的斯基泰人部族，除塞迦人以外，還包括其他同盟部落，例如米底人、大益、和馬薩革泰人。這些部族的人後來全部被印度主流社會的剎帝利社群所吸收。
Shakas從前是居住在跨赫莫多斯地區的人們，即往世書中提到的Shakadvipa，或是古典著作中提到的Scythia。查拉克斯的伊西多（公元1世紀初）中、證明這些人居住在Sakastana（現代錫斯坦）。愛利脫利亞海周航記（約公元70-80年）也證明居住在印度河下游的明納加拉是斯基泰人。托勒密（約公元140年）還證明居住在印度西南部，包括帕塔林和索拉什特拉地區的是印度-斯基泰人。
公元前2世紀斯基泰人入侵印度，很可能是由塞迦人、波羅婆人、劍浮沙人，利希卡斯人，加上其他來自西北的盟友所聯合進行。